# Peças do escudo (heráldica)

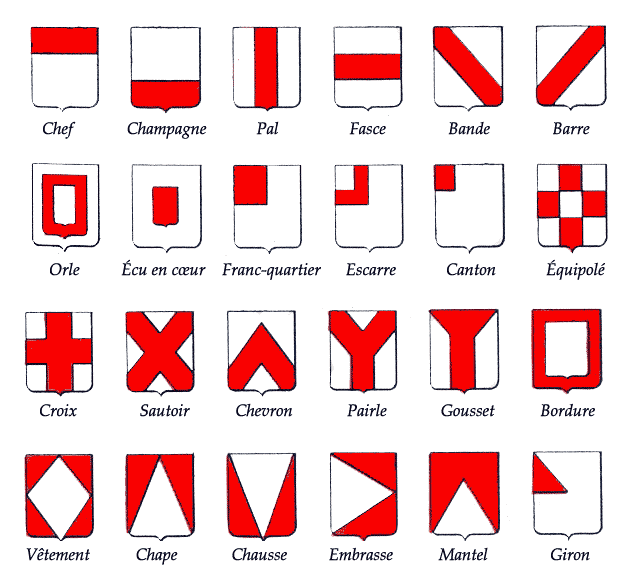
Peças de acordo com Larousse (1923), respectivamente: Chefe, Ponta (Campanha), Pala, Faixa, Banda, Contrabanda (Banda sinistra), Orla, Escudete, Franco-quartel, Esquadro, Cantão, Equipolado, Cruz, Sautor, Chevron, Pálio, Gousset, Bordadura, Vestido, Cortinado, Calçado, Embraçado, Mantelado (na ponta) e Girão.

Em heráldica, as peças ou honrarias de um escudo, são formas geométricas, no interior deste, que se utilizam para indicar uma honraria recebida pelo seu detentor.  Uma peça de primeira ordem (ou peça honrosa) é uma figura geométrica simples, delimitada por linhas retas e correndo de um lado a outro ou da parte superior a inferior do escudo. Há também algumas cargas geométricas conhecidas como peças de segunda ordem, que foram dadas menor status por alguns escritores heráldicos, ainda que muitas têm uso por longo tempo como as peças de primeira ordem tradicionais.  As peças diminutas de primeira e alguns de segunda ordem são cargas da mesma forma, embora mais finas. Muitas das de primeira ordem são teoricamente ditas ocupar um terço do escudo; mas isso é raramente observado na prática, exceto quando a peça de primeira ordem é a única carga (como no brasão de armas da Áustria).
Os termos primeira e segunda ordem são um pouco controversos, como eles foram aplicados arbitrariamente e inconsistentemente  dentre os autores, e o uso desses termos foi menosprezado por algumas autoridades heráldicas importantes.  Em seu Complete Guide to Heraldry (1909), Arthur Charles Fox-Davies afirmou que os termos são prováveis invenções de escritores heráldicos e não de arautos, argumentando um "total absurdo da necessidade de qualquer [tal] classificação em tudo," e declarando que as peças de primeira e de segunda ordem são, em sua mente, "nada mais primeiramente do que cargas."

## De primeira ordem

Cruz
Pala
Faixa
Banda
Chevron
Sautor
Chefe

As peças de primeira ordem (algumas vezes chamadas de "peças honrosas") assemelham-se partições do campo, mas são formalmente consideradas objetos no campo.
Apesar de haver algum debate quanto a exatamente quais cargas geométricas—com bordas retas e correndo de uma borda a outra do escudo—constituem como de primeira ordem, algumas são aceitas por todos. Com exceção para o chefe, elas são centrais no escudo.
- Cruz ou Espada do Cavaleiro: uma pala e uma faixa de larguras iguais unidas, como nas armas da Cidade de Londres; concedida aos que já tinham participado em combates, tendo a sua espada ficada manchada de sangue. Cada uma das suas peças, tem de largura a quarta parte do bordo superior do escudo.
- Pala ou Lança do Cavaleiro: uma listra vertical adequada no meio do escudo. Tipicamente 1/5 a 1/3 da largura do campo.
  - Uma variante é a pala canadense, inventada em 1964 para a nova bandeira nacional do Canadá: ela toma metade da largura do campo.
- Faixa ou Armadura e Cinturão do Cavaleiro: uma listra horizontal, como no brasão de armas da Áustria. Tipicamente 1/5 a 1/3 da altura do campo.
  - Barra: uma faixa estreita (dita na teoria ocupar 1/5 do campo), algumas vezes considerada como de primeira ordem em sua própria direita. Ela é raramente suportada sozinha.
- Banda ou Correia ou Cinturão do Cavaleiro: uma banda oblíqua do chefe direito (direita superior do portador, esquerda superior do observador) ao canto oposto, como nas armas do antigo grão-ducado de Baden. Tem 1/3 da largura do campo (fundo do escudo).
- Contrabanda, Banda sinistra, ou Barra: Uma banda na direção oposta (chefe esquerdo à base direita); pode significar correia, ou "desonra".
- Chevron, Cabria, Asna ou Botas e Esporas do Cavaleiro: como as barras de um gablete; como nas armas de Trans, na Suíça. A peça é semelhante a um esquadro, com um ângulo inferior a 45º.
- Sautor ou Aspa ou Estandarte do Cavaleiro: Uma banda e uma banda sinistra, ambas de larguras iguais unidas como uma Cruz de Santo André: cruz diagonal × como na bandeira da Escócia (frequentemente referida simplesmente como 'o Sautor').
- Chefe: banda horizontal em frente o topo do escudo, como nas armas de distrito de Lausanne (Vaud, Suíça); tem 1/3 da largura do campo (fundo do escudo).
  - Chefe triangular começa nos cantos e se estende a um ponto que é 1/4 a 1/3 em baixo do escudo. É uma variante de divisão linear complexa de um chefe.
  - Chefe curvado é desenhado com um arco côncavo.
  - Chefe duplo-arqueado tem duas concavidades.

As seguintes são algumas vezes classificadas como de primeira ordem, algumas vezes como de segunda ordem (ver abaixo):
- Bordadura ou Bordura: a fronteira do escudo; frequentemente usada para brisura. Proteção, favor e recompensa; concedida aos que já tinham participado em combates, tendo a sua roupa ficado manchada de sangue. A sua área equivale a um sexto da largura do campo.
- Pila: triângulo apontando para baixo, surgindo do topo do escudo.
- Pairle ou Pálio: uma forma de Y. Peça com dupla interpretação: Santíssima Trindade; ou as três devoções do cavaleiro: a sua dama, o seu Rei e o seu Deus.
  - Uma variante é o shakefork: um pálio encurtado nas bordas, com pontas pontiagudas. Ele é frequente na Escócia, devido a sua proeminência no armorial do clã Cunningham.

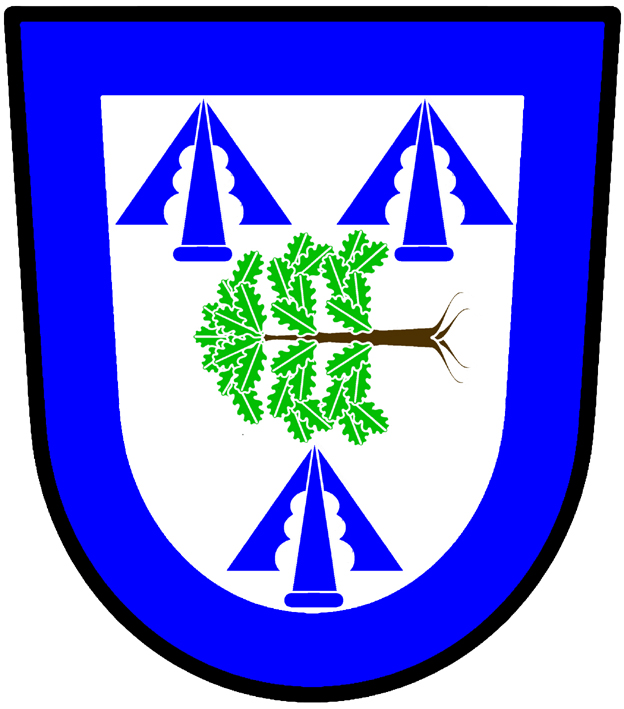
uma bordadura—Argento; um carvalho erradicado, fessways, peculiar, entre três cabeças de lanças, apontando para cima, azure; dentro uma bordadura azure—Dalgleish de Keavil, Escócia
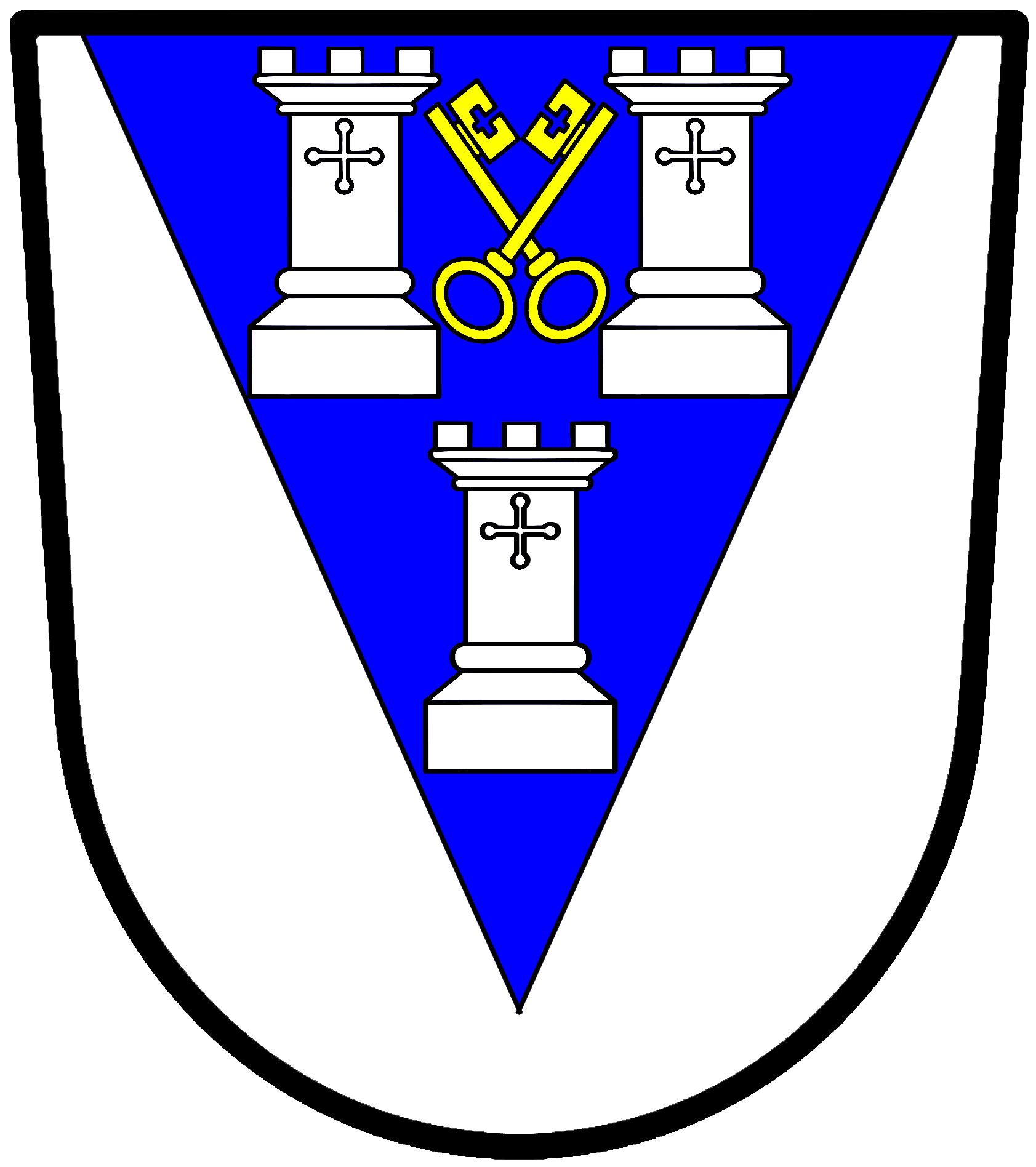
uma pila—Argento, em uma pila azure três torres, duas e uma, da primeira, no ponto do meio do chefe duas chaves em sautor, para cima e para dentro, or—Otley Urban District Council, Inglaterra
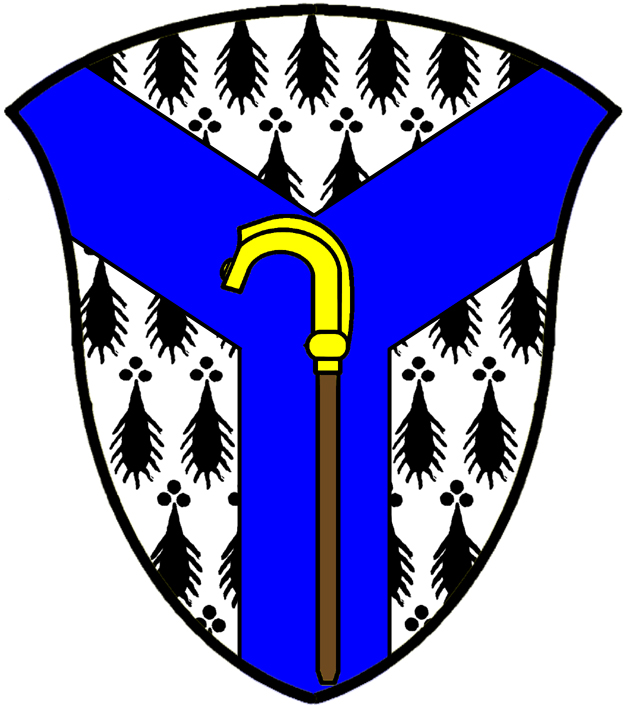
um pairle ou pálio—Arminho; um pairle azure carregado com o bastão episcopal característico de São Felano—Dewar, Canadá* (brasão escocês)
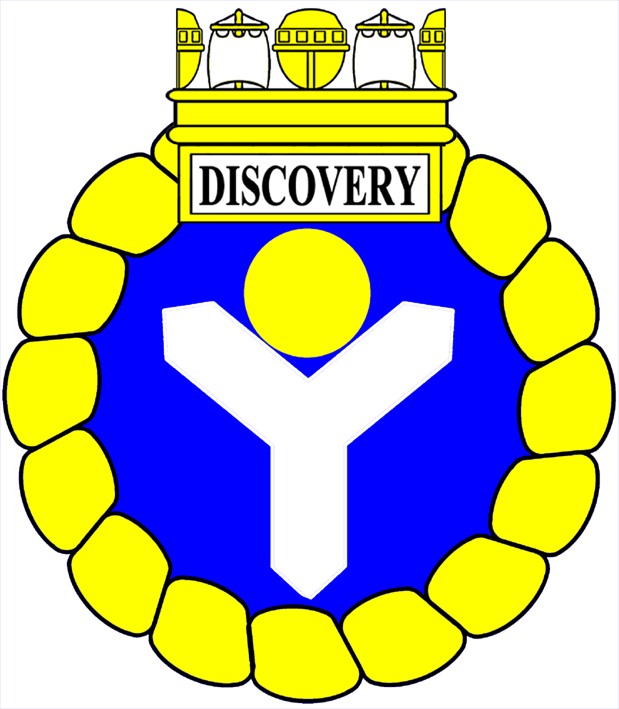
um shakefork—Azure, um shakefork argento suportando no meio do chefe um besante, dentro um anelete enrolado, bandeira de uma coroa naval or, as velas argento, abaixo em que um painel argento afiado or é o nome ‘Discovery’ em letras sable—HM Barco Canadense Discovery

### Linhas de variação
Peças de primeira ordem não precisam ser delimitadas por linhas retas.

serrilhada—Sable, uma cruz serrilhada argento
ziguezagueando—Azure, uma banda ziguezagueando or
ondulada—Vert, três barras ondulada argento
abeto ramificado e ondulada—Or, uma borda superior da banda de abeto ramificado, borda inferior ondulada, vert

## De segunda ordem
Algumas figuras geométricas não são consideradas "peças honrosas" e são chamadas "peças de segunda ordem". Muito vagamente, elas são geométricas ou cargas convencionais que, ao contrário das peças de primeira ordem, não se estendem de uma borda a outra do escudo. Não há lista ou definição definitiva, mas geralmente incluem:

### Fixas
Peças de segunda ordem fixas são aquelas que possuem um lugar particular para ir em um escudo—ou pelo menos uma variedade muito limitada de lugares.

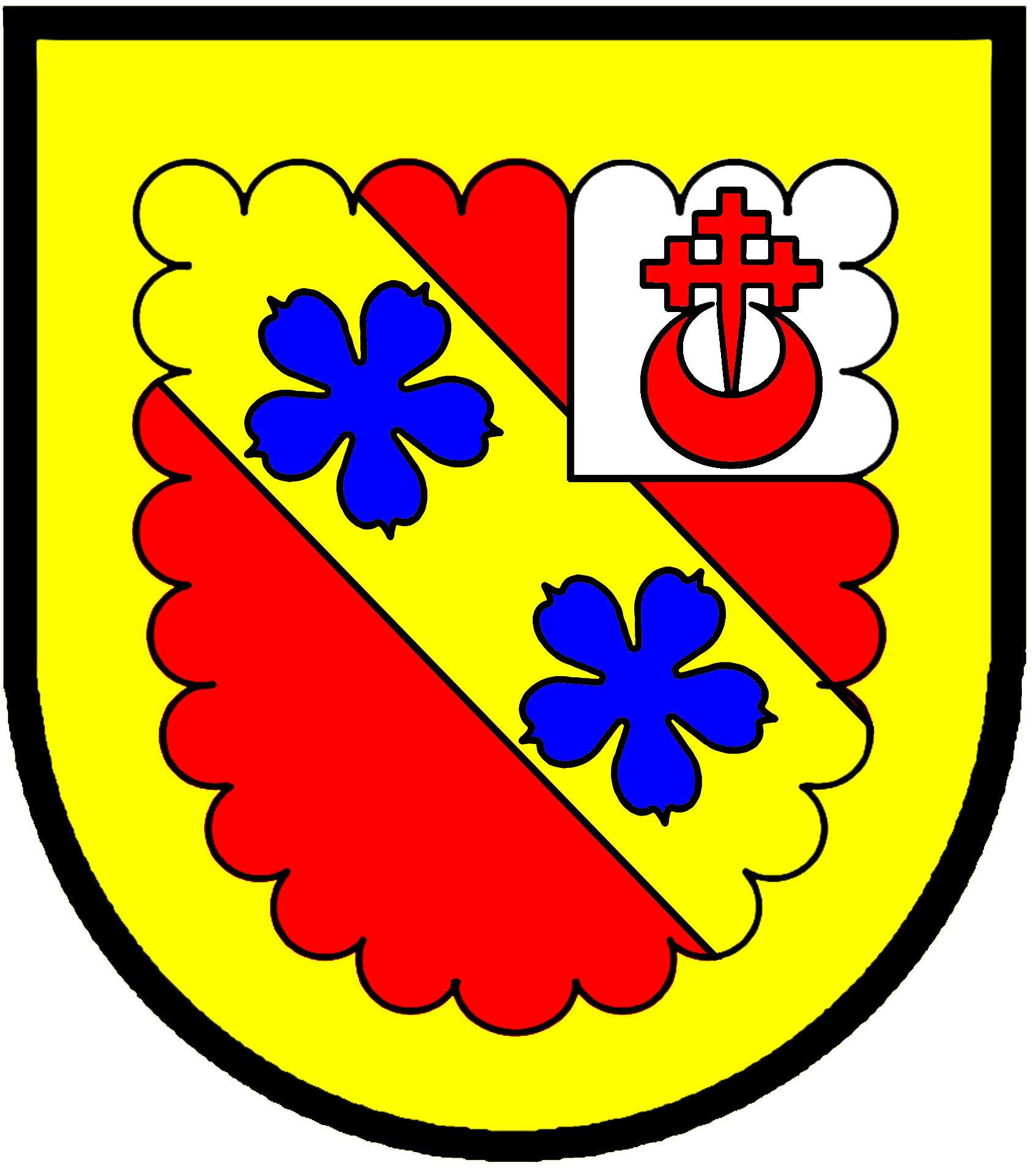
um cantão—Gules; em uma banda or duas potentilhas azure, em um cantão sinistro argento uma cruz recruzada pontiaguda emanando de uma lua crescente do primeiro; uma bordadura serrilhada or para diferença—Cook, Escócia

- Franco-quartel: o quadrante direito do chefe do escudo
  - Cantão: menor que o franco-quartel, formalmente é dito ocupar 1/9 do escudo, apesar que algumas vezes é desenhado menor. O cantão é frequentemente dito ser um diminutivo do franco-quartel, mas talvez ele deva ser tratado como uma peça de segunda ordem em sua própria direita como ela cumpre funções heráldicas não realizadas pelo franco-quartel, e comporta-se de acordo com suas próprias regras especiais—como por exemplo, no caso do cantão em que baronetes no Reino Unido devem mostrar os distintivos de sua 'classe', raramente é mostrado ocupando uma área tão larga como a terça parte superior esquerda do campo, e é geralmente muito menos e mais frequentemente mostrado não como um quadrado, mas como um retângulo com um longo lado vertical. Muito ocasionalmente um 'cantão sinistro' é encontrado, no outro lado do escudo.
- Ponta, Contrachefe ou Campanha: Tem a largura de 1/3 do campo.
- Flancos, sempre suportado em pares: um arco circular emergindo de cada flanco do escudo.
- Frete: entrelaçando banda diminuta, banda diminuta sinistra e macle.
- Nesga: dois arcos se encontrando no ponto central para formar um segmento triangular.
- Girão: a metade inferior de um quartel cortado diagonalmente, é dito ser uma antiga carga mas rara, embora há exemplos modernos (por exemplo, de Cluseau). É um triângulo que equivale a 1/8 do escudo.
- Orla: Uma bordadura separada do lado de fora do campo. Como a bordadura, a orla toma a forma do escudo ou bandeira em que ela está. Apesar do diminutivo da orla ser o trechor, há exemplos de "filetes de orlas" (orlas mais estreitas que o usual). É frequentemente dito que uma orla não deve ter outras cargas carregadas nela, mas o Scots Public Register. Quando um número de cargas são arrumadas como se em uma bordadura, elas são ditas estar em orla ou formar uma orla de tais cargas.
  - Trechor: uma versão mais fina e consequentemente diminutiva da orla. O mais famoso trechor é provavelmente o trechor duplo com flores-de-lis e no oposto flores-de-lis no brasão de armas da Escócia. Trechores com outras decorações existem, tais como folhas de bordo, luas crescentes, cardos e rosas.

um franco-quartel—Argento, um quartel gules
um cantão—Argento, um cantão gules
uma ponta—Argento, uma ponta gules
flancos—Argento, flancos gules
um frete—Argento, um frete gules. Armas da família Blake.
uma orla—Argento, uma orla azure (D'argento à l'orle d'azur—Lacroisille, Tarn, France)
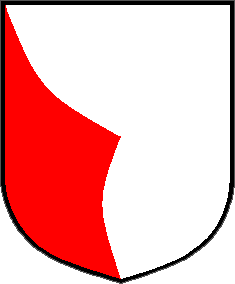
uma nesga—Argento, uma nesga gules
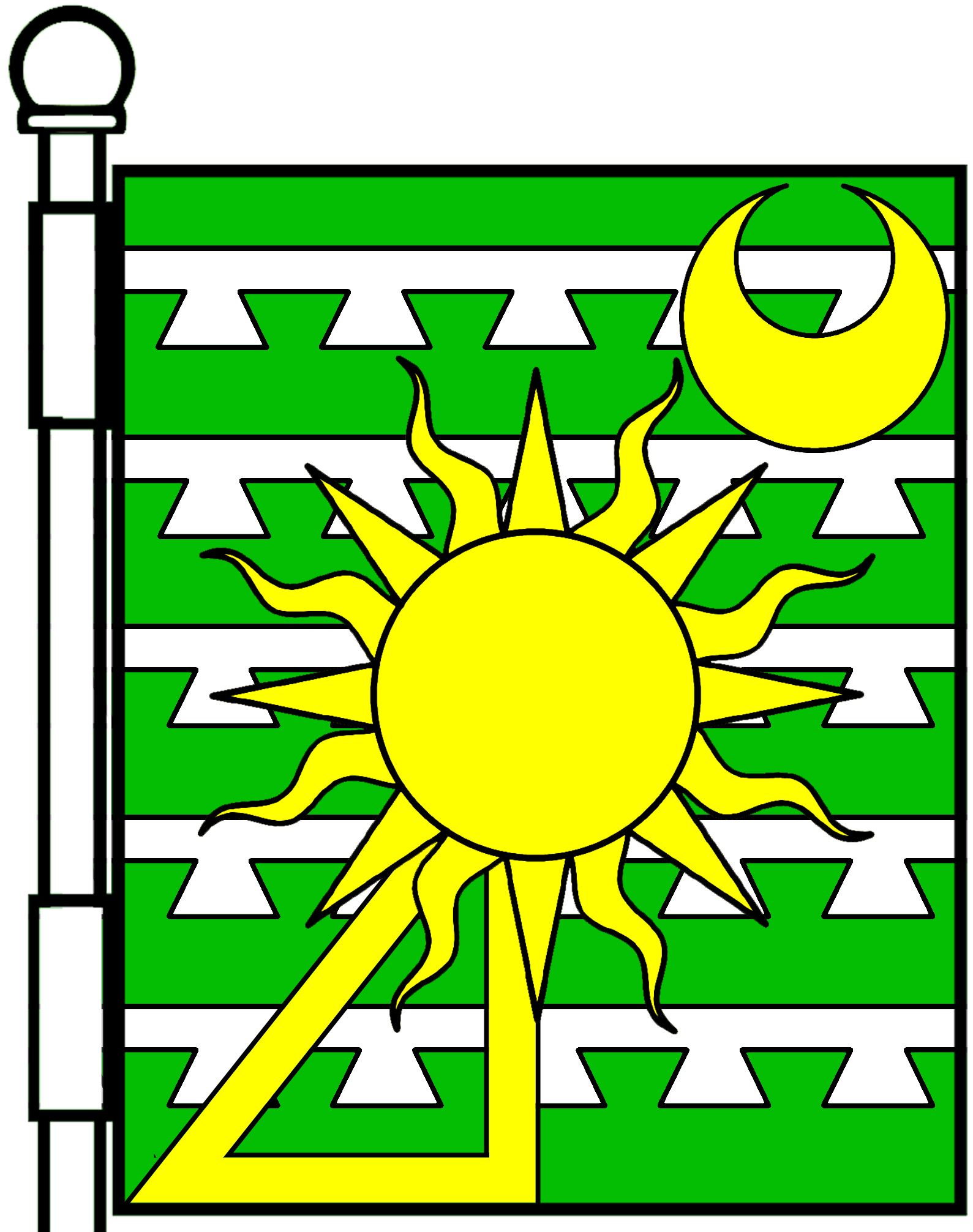
um girão—Cinco burelas vert encaixados no lado mais baixo argento, na base direita um girão anulado do campo no chefe esquerdo uma lua crescente sobre todo o ponto central o sol em seu esplendor todo Or.—Green, Scotland
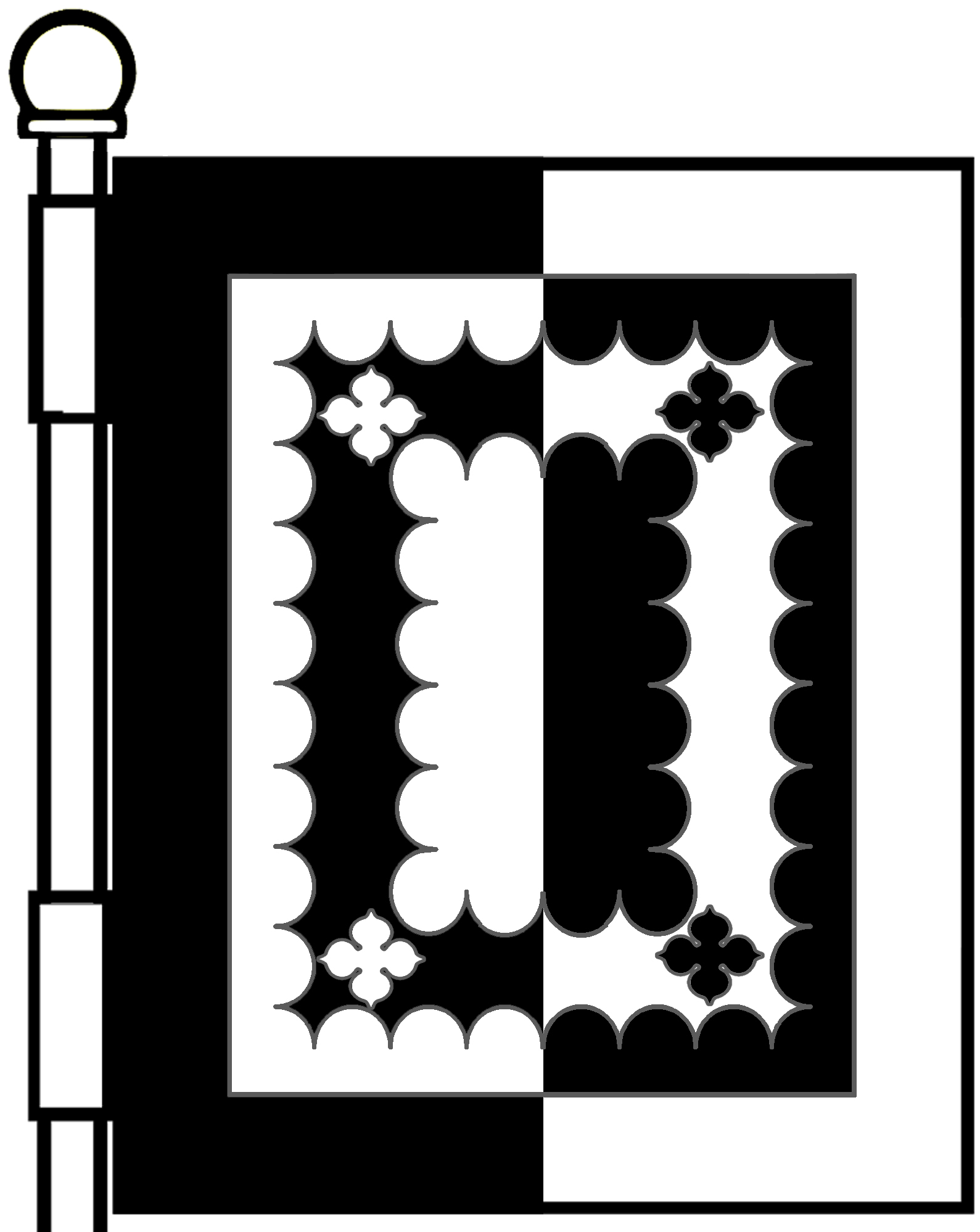
uma orla carregada—Repartida por pala argento e sable; uma orla serrilhada em ambos os lados carregada com quatro quadrifólios dentro de uma bordadura, todo o oposto modificado—Norie, Escócia
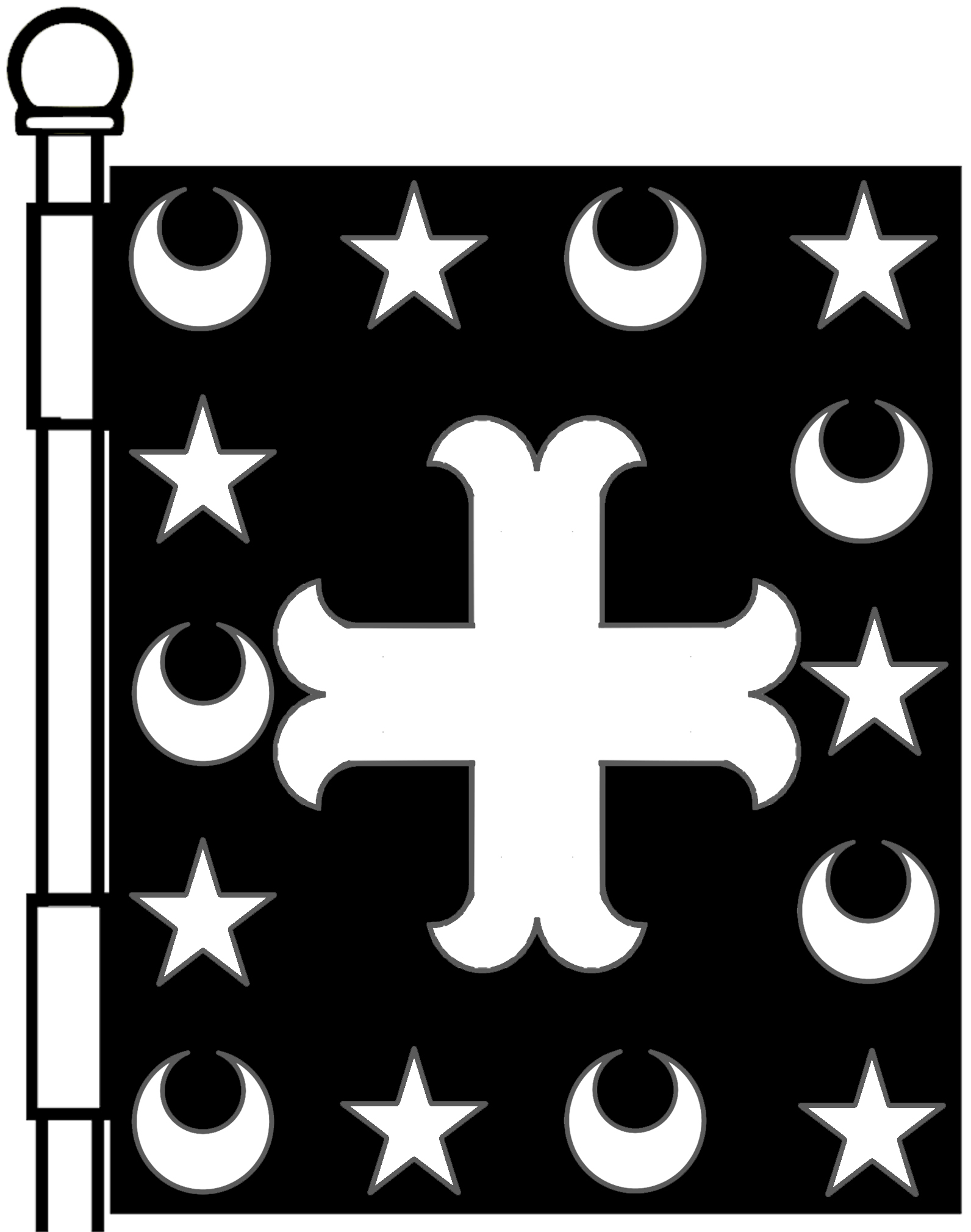
uma orla de luas crescentes e mullets—Sable; uma cruz molina dentro de uma orla de luas crescentes e mullets alternadamente, argento—Sibbald, Escócia
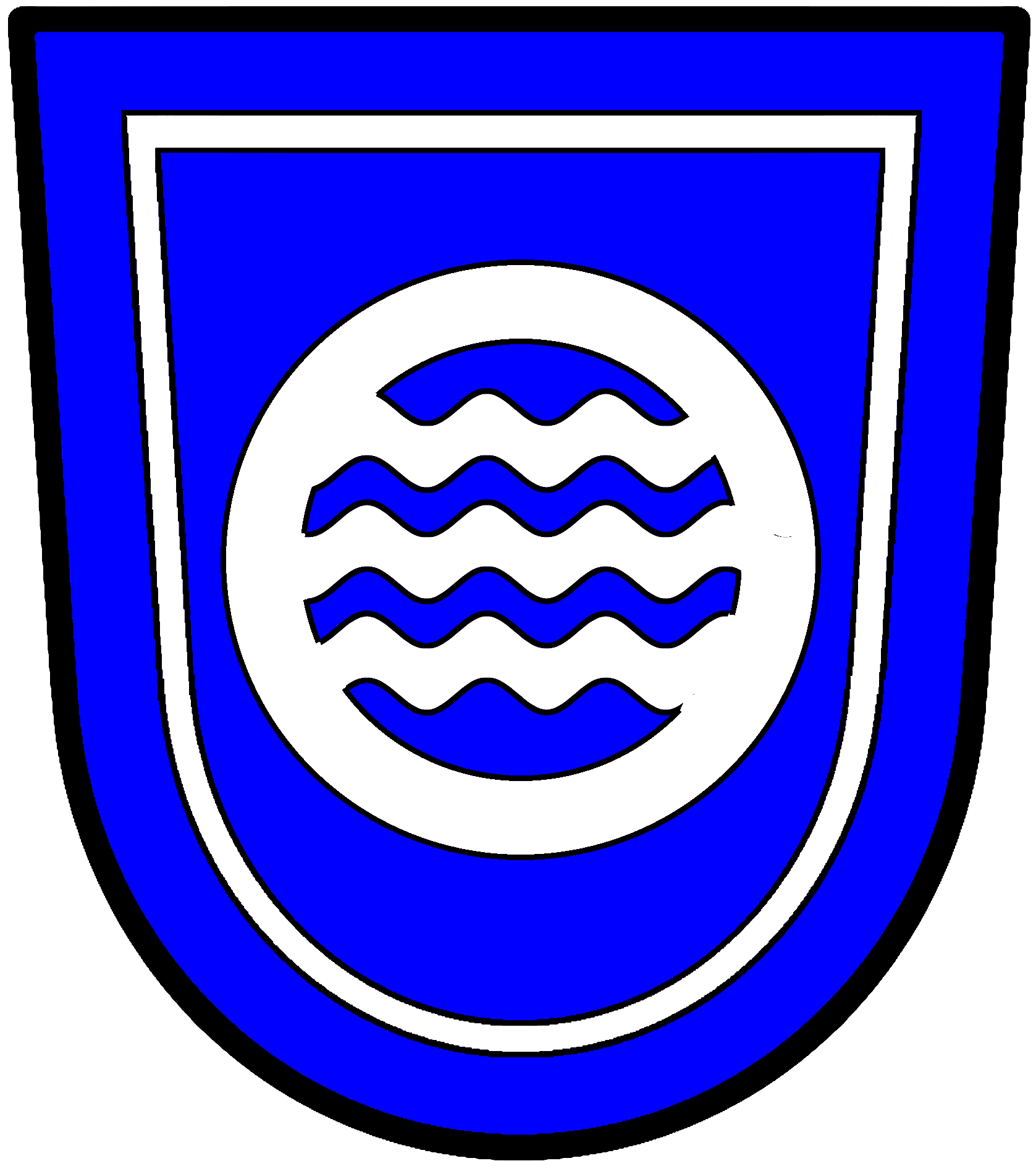
um trechor—Azure, um anelete, lá dentro três faixas onduladas, unidos, tudo dentro de um trechor, argento—Umgeni Water Board, RSA
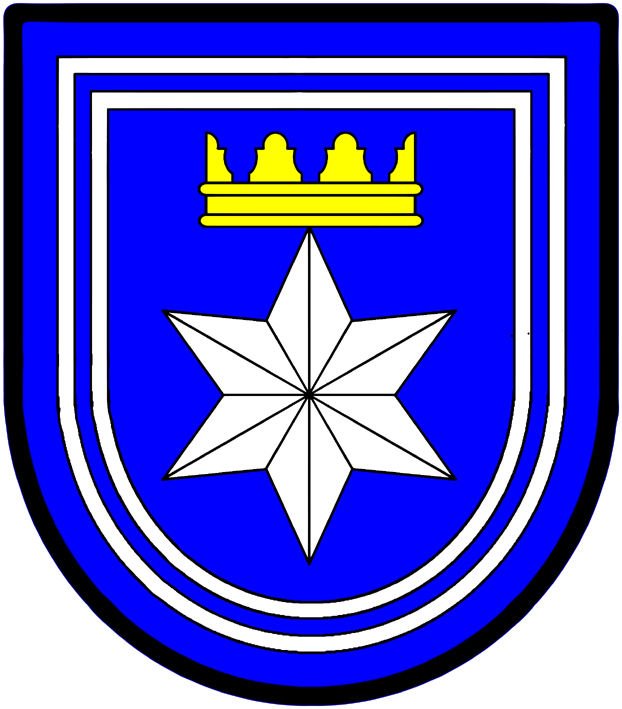
um trechor duplo—Azure; uma estrela facetada de seis pontas [mullet] argento encimada por uma coroa de arestas or, tudo dentro de um trechor duplo argento—Langenhoven, RSA

### Móveis
Outras peças de segunda ordem podem ser colocadas em qualquer lugar do campo.
- Escudete: um escudo usado como uma carga.

um escudete—Or, um escudete sable—Bourigeole, Aude, França
3 escudetes—Or, três escudetes gules—d'Abbeville, França
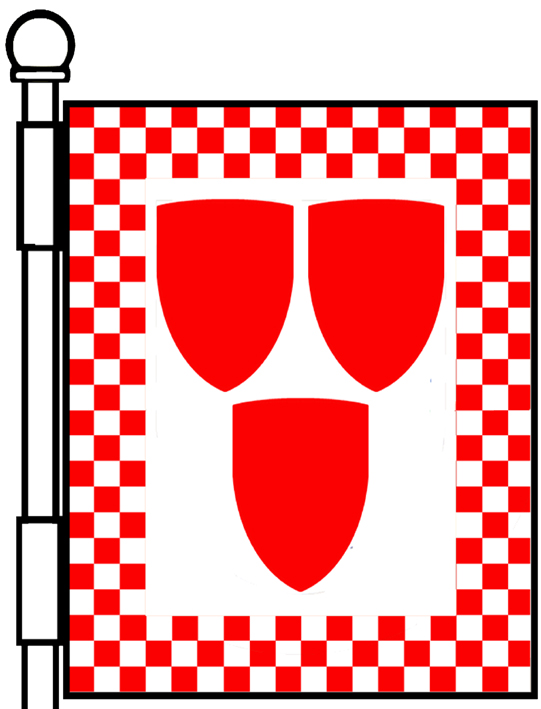
3 escudetes - Argento; três escudetes gules; dentro uma bordadura xadrezada gules e argento—Hay of Pitfour, Escócia

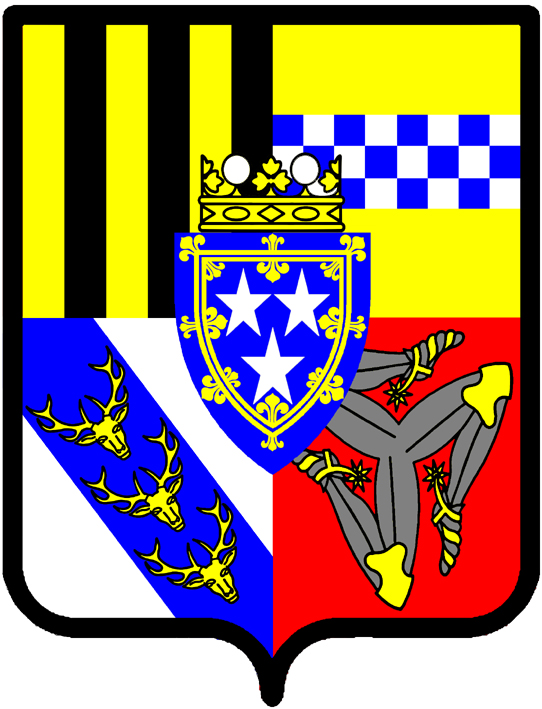
Sobrescudo—Murray, duque de Atholl, Escócia (escudo no centro para a Liderança do Nome de Murray e o Marquesado de Tullibardine)

- - escudete ou sobrescudo—Quando um escudete é suportado no centro de um escudo, ele é algumas vezes chamado de sobrescudo ou um escudete de pretensão. Tal centralidade colocada nos escudetes geralmente possui alguma significância particular. Por exemplo, em armas de domínio um sobrescudo tipicamente mostra as armas dinásticas do príncipe, cujas posses são mostradas nos quarteis do escudo principal; exemplos atuais incluem as armas da família real dinamarquesa, com um sobrescudo da casa de Oldemburgo, e o brasão de armas da Espanha, com um sobrescudo da casa de Bourbon-Anjou. Na heráldica escocesa, o escudo no centro serve a vários propósitos diferentes. Tudo isso procede sob o título de combinação heráldica (marshalling).
- Losango: um losango com um longo eixo vertical, assemelhando-se ao naipe de ouros das cartas de baralho.
  - Fuso: um losango muito mais fino do que longo.
  - Macle: um losango vazio (isto é, um losango bastante largo em forma de buraco)
  - Rustro (muito raro): um losango perfurado (isto é, com um pequeno buraco circular)

3 losangos—Gules, três losangos argento— Guillaume de Haer (de acordo com Gelre)
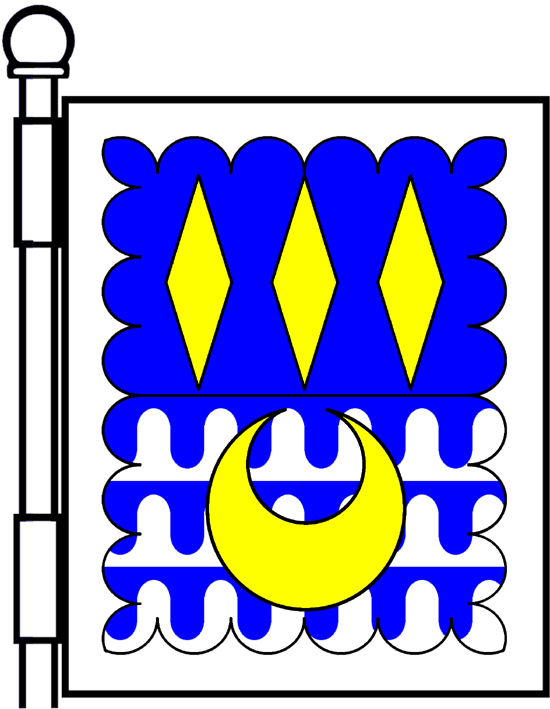
3 fusos—Por faixa azure e vair antigo; três fusos no chefe e uma lua crescente na base, or; uma bordadura serrilhada argento—Freeman de Murtle, Escócia
9 macles—Gules, nove macles or—família Rohan da França
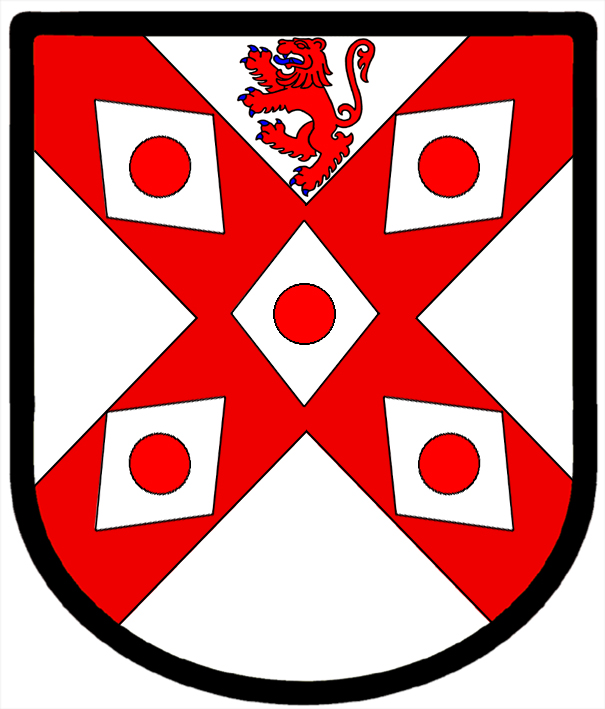
5 rustros—argento; em um sautor gules cinco rustros argento, no chefe um leão rampante do segundo (gules)—Dalrymple de Woodhead, Escócia

- Arruela: um disco ou bola, como nas armas do duque da Cornualha ou dos Médici. Nas heráldicas anglófonas, arruelas diferentemente coloridas têm nomes diferentes, por exemplo, uma arruela or é chamado um besante e uma arruela azure é chamado um hurt. A heráldica francesa unicamente distingue besantes (arruelas de um esmalte metal) e tortas (arruelas de um esmalte colorido): consequentemente, as versões francófonas canadenses de brasonamentos seguem o fato — o hurt anglófono é o francófono tourteau d'azur, e o besante anglófono é um besant d'or
  - Anelete: uma arruela vazia (isto é, com um buraco bastante largo, assemelhando-se a um anel)

um hurt (arruela azure)—Or, um hurt; D'or au tourteau d'azur—Launaguet, Haute-Garonne, França
10 besantes (arruelas or)—Azure, dez besantes em pila; D'azur à dix besants d'or— Jean IV de Rieux, França
3 aneletes—Gules, três aneletes em pila argento; De gueules à trois annelets d'argent— Mâcon, França

- Bilheta: um pequeno retângulo, assemelhando-se a um tijolo ou uma carta.  Bilhetas são normalmente verticais (como nas armas dos Países Baixos), mas podem ser horizontais (como nas armas da Frísia).

10 bilhetas—Azure, dez bilhetas or; D'azur à dix billettes d'or— Donzy, Nièvre, França

## Peças diminutas
Quando um brasão de armas contém duas ou mais peças de primeira ordem, elas são quase sempre brasonadas (em inglês) como diminutas das peças de primeira ordem, como segue.

### Pala diminuta
- pallet: teoricamente metade da largura de uma pala.
- vergueta: metade da largura de um pallet; também encontrado em pares em qualquer lado de uma pala quando o termo "verguetado" é usado

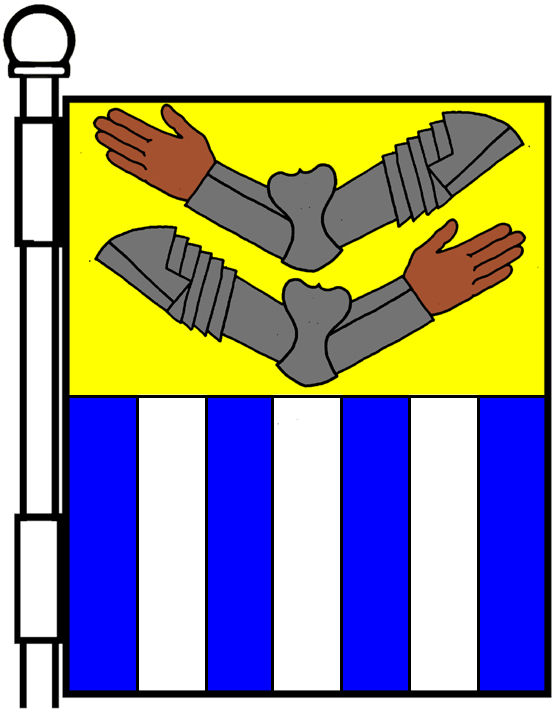
3 pallets—Por faixa or e azure; no chefe um vambrace do braço direito e um vambrace do braço esquerdo, característico e na base três pallets argento—Armstrong, USA (Scots arms)
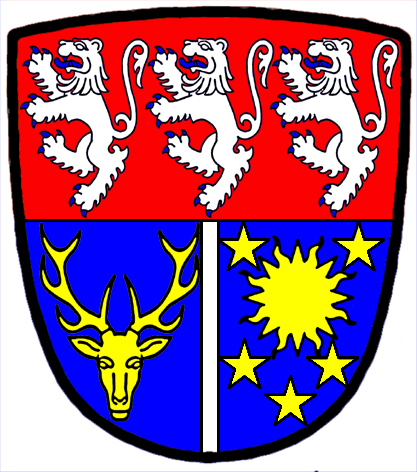
uma vergueta—Por faixa gules e azure; no chefe três leões ferozes, argento, na base uma vergueta argento entre, na direita, uma cabeça de veado sem pescoço, e, na esquerda, um sol em seu esplendor, entre cinco mullets, or—Ross and Cromarty District Council, `Scotland
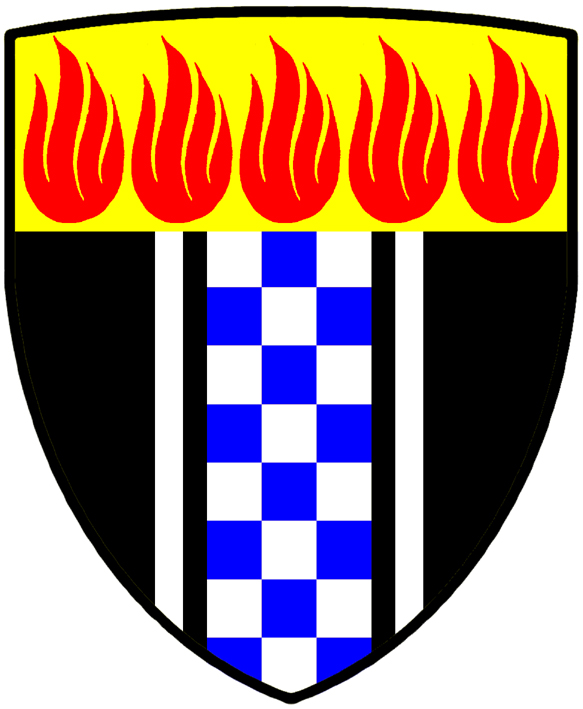
pala verguetada—Sable; uma pala xadrezada argento e azure de 24 peças, verguetada argento; em um chefe or cinco chamas gules—Secunda Health Committee, RSA
- Ficheiro:Date

### Faixa diminuta
- barra, ver acima.
- burela, mais estreito que ambos.
- hamade (também chamado de hamaide ou hummet): um barra cortada que não alcança as bordas do escudo, geralmente em três

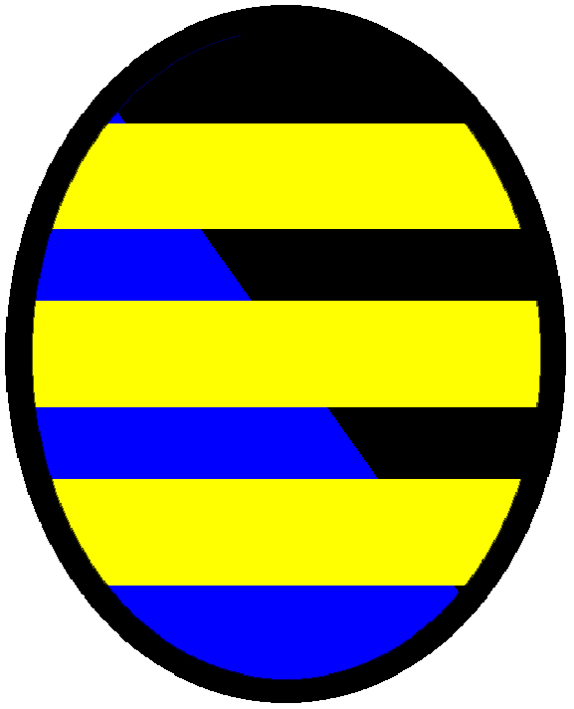
3 barras—Por banda sable e azure; três barras or—Kenan, Escócia
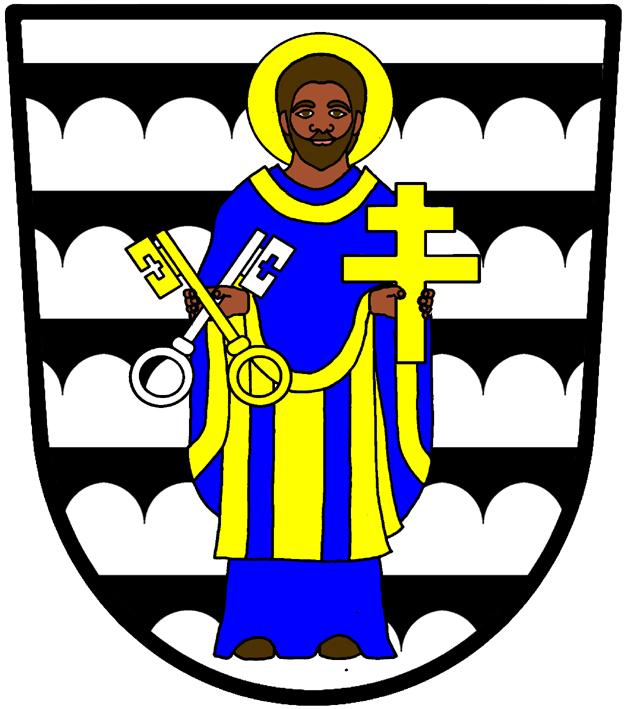
5 burelas—argento; cinco burelas sable, serrilhado abaixo de suas bordas, a figura de São Pedro aprimorado, característico, investido azure e or, e na sua mão direita duas chaves em sautor or e argento—Burgh of Thurso, Escócia
3 hamades—argento, três hamades gules

### Banda diminuta
- banda diminuta, metade da largura de uma banda.
- fita, metade da largura da banda diminuta
- bastão: um banda diminuta cortado que não alcança as bordas do escudo, frequentemente dito ser apenas uma banda diminuta sinistra cortado, mas tem certamente sido usado como uma banda diminuta 'dextra' cortada desde o século XVII até mais recentes

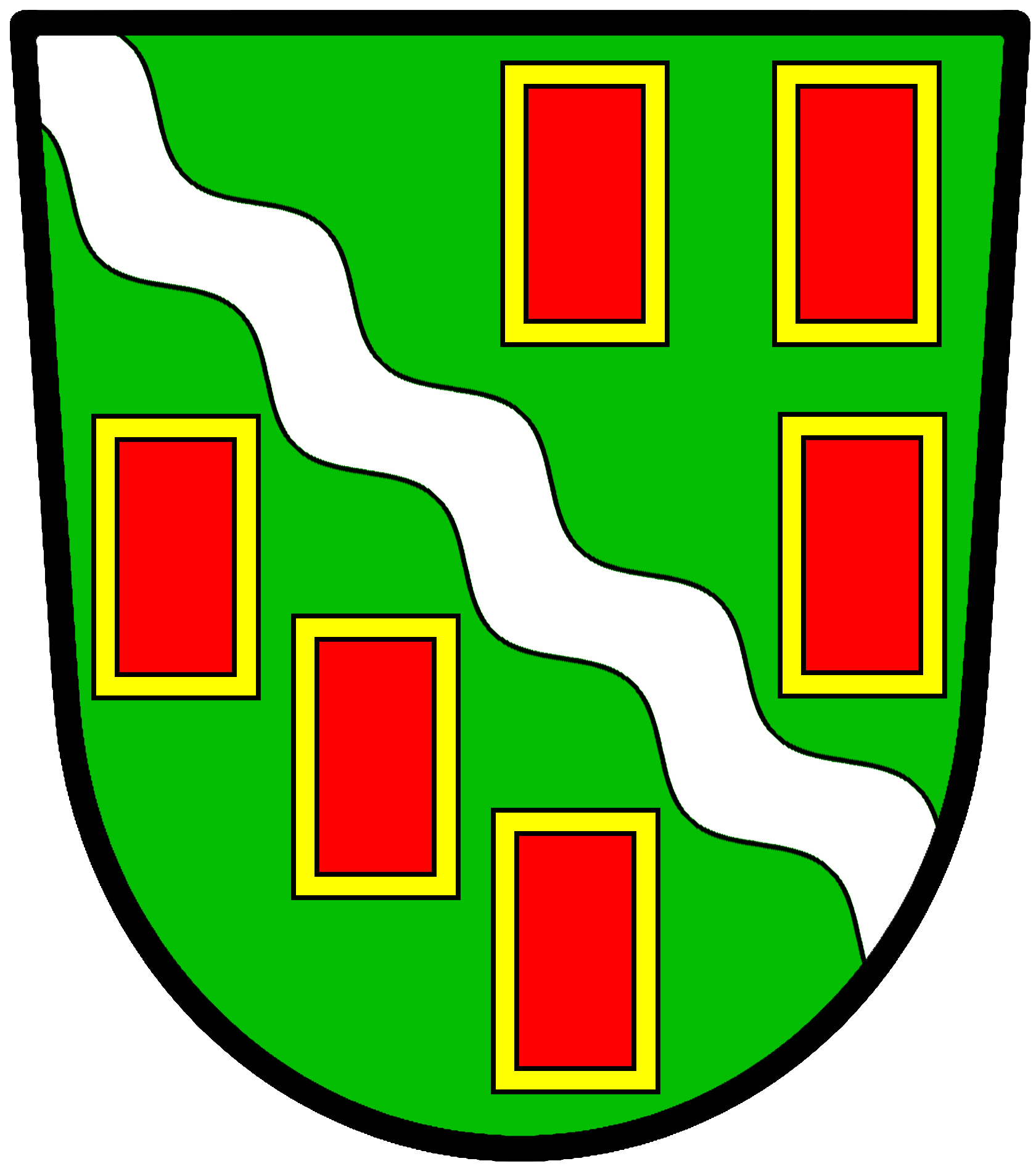
uma banda diminuta—Vert; uma banda diminuta ondulado argento entre seis bilhetas gules, cada um fimbriado or—Stroud Urban District Council, Inglaterra
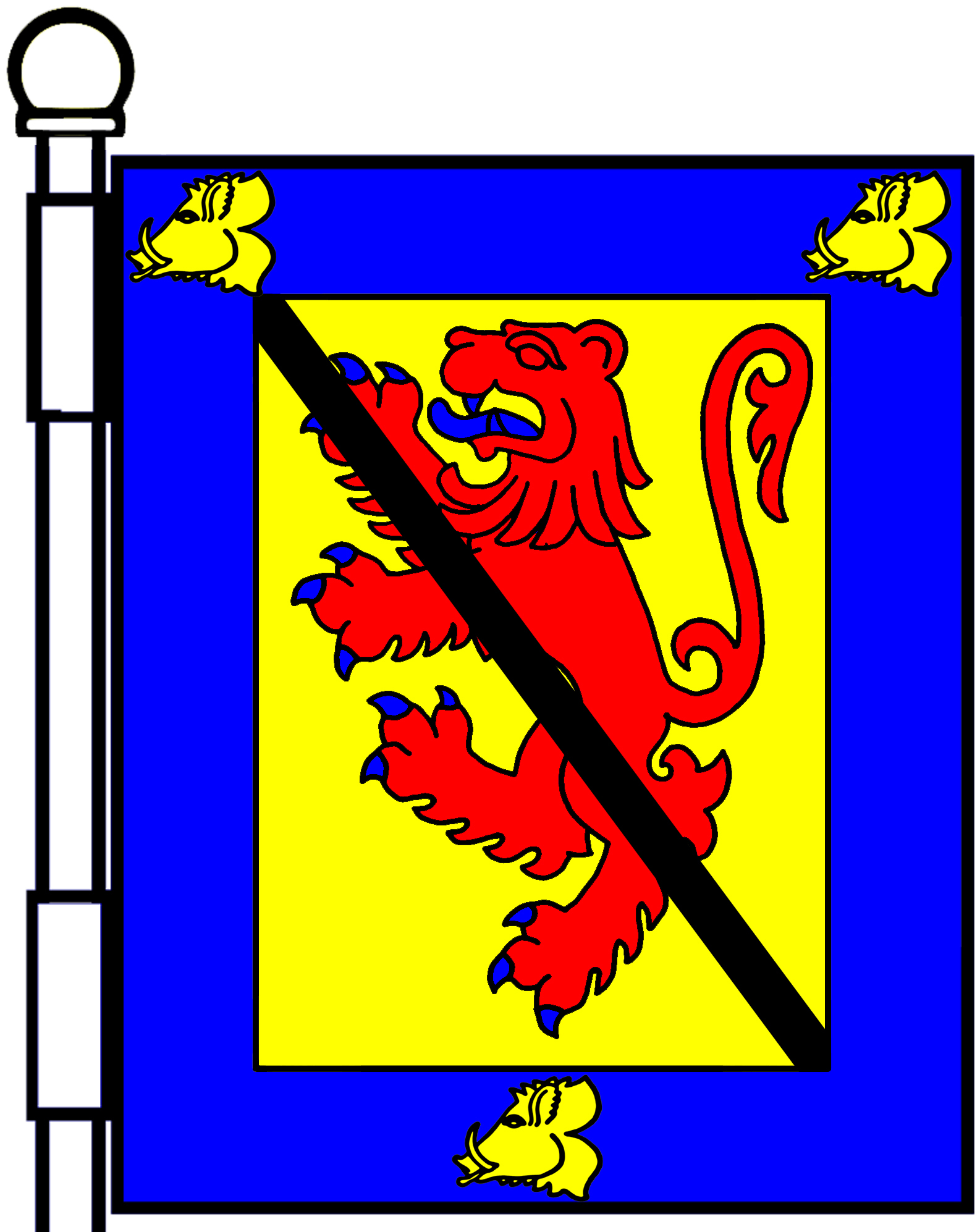
uma fita—Or, leão rampante gules, encimado de uma fita sable; dentro uma bordadura azure carregada com três cabeças de javali apagados, or—Drummond of Hawthornden, Escócia
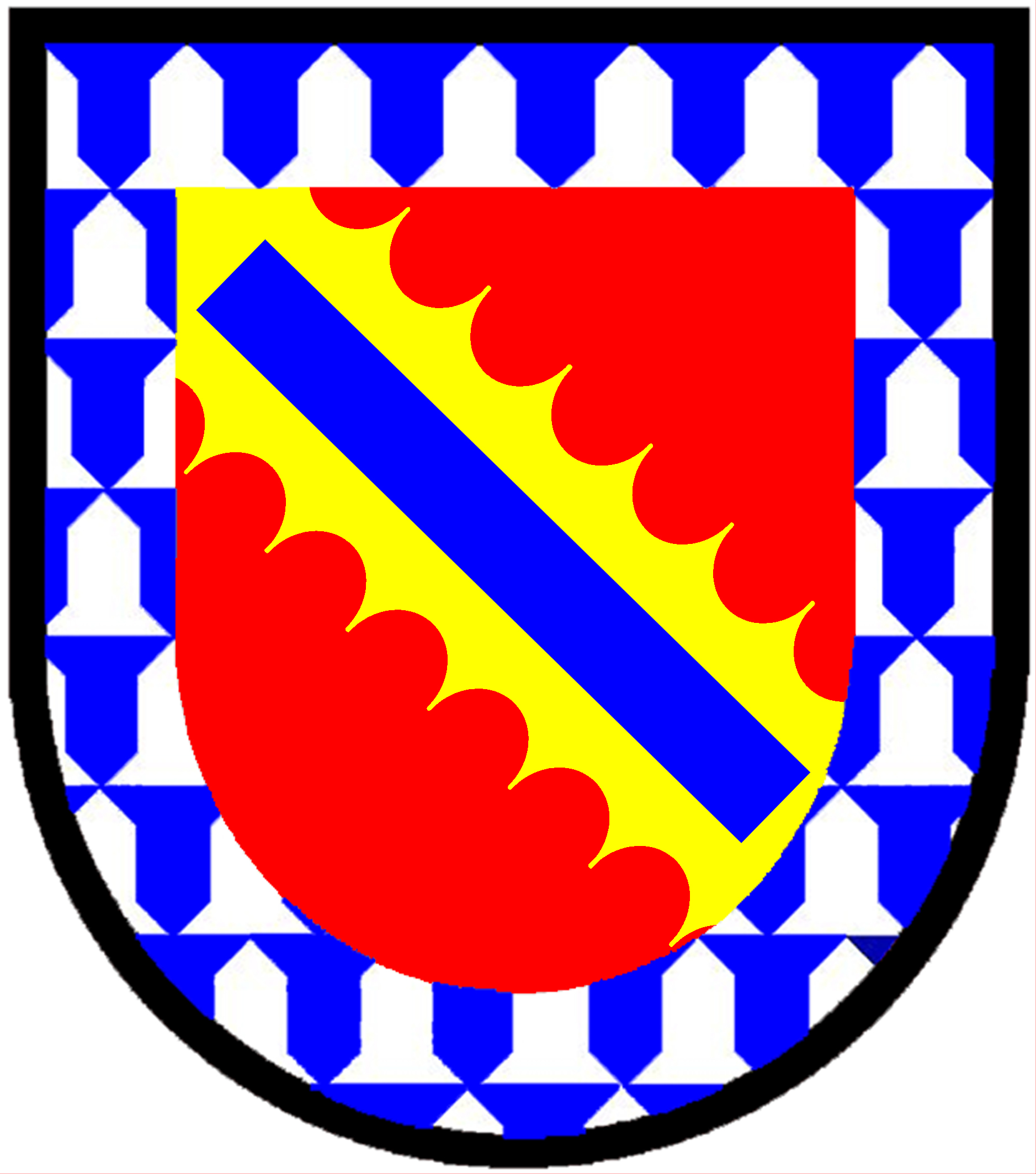
um bastão—Gules; em uma banda serrilhada or um bastão azure; dentro uma bordadura vair—Elliot, Escócia (registrado em 1693)

### Contrabanda diminuta
- banda diminuta sinistra, metade da largura de uma banda sinistra, também muito ocasionalmente chamada de scarpe;
- bastão sinistro, uma banda diminuta sinistra cortado

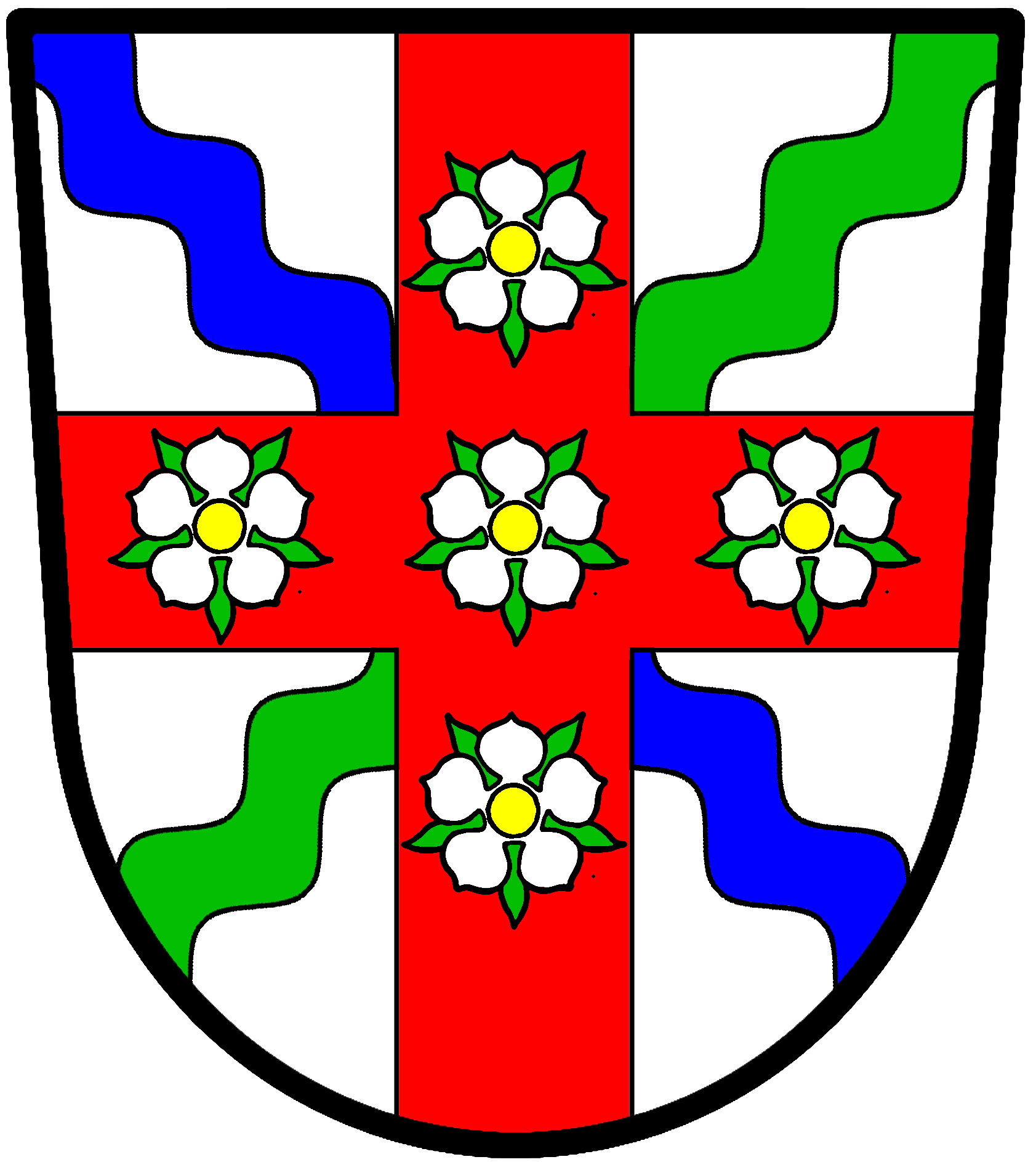
uma banda diminuta sinistro—argento, uma banda diminuta ondulado azure e uma banda diminuta sinistra ondulado vert, tudo sobre uma cruz gules, cinco rosas argento farpadas e semeadas características—North Yorkshire County Council, Inglaterra
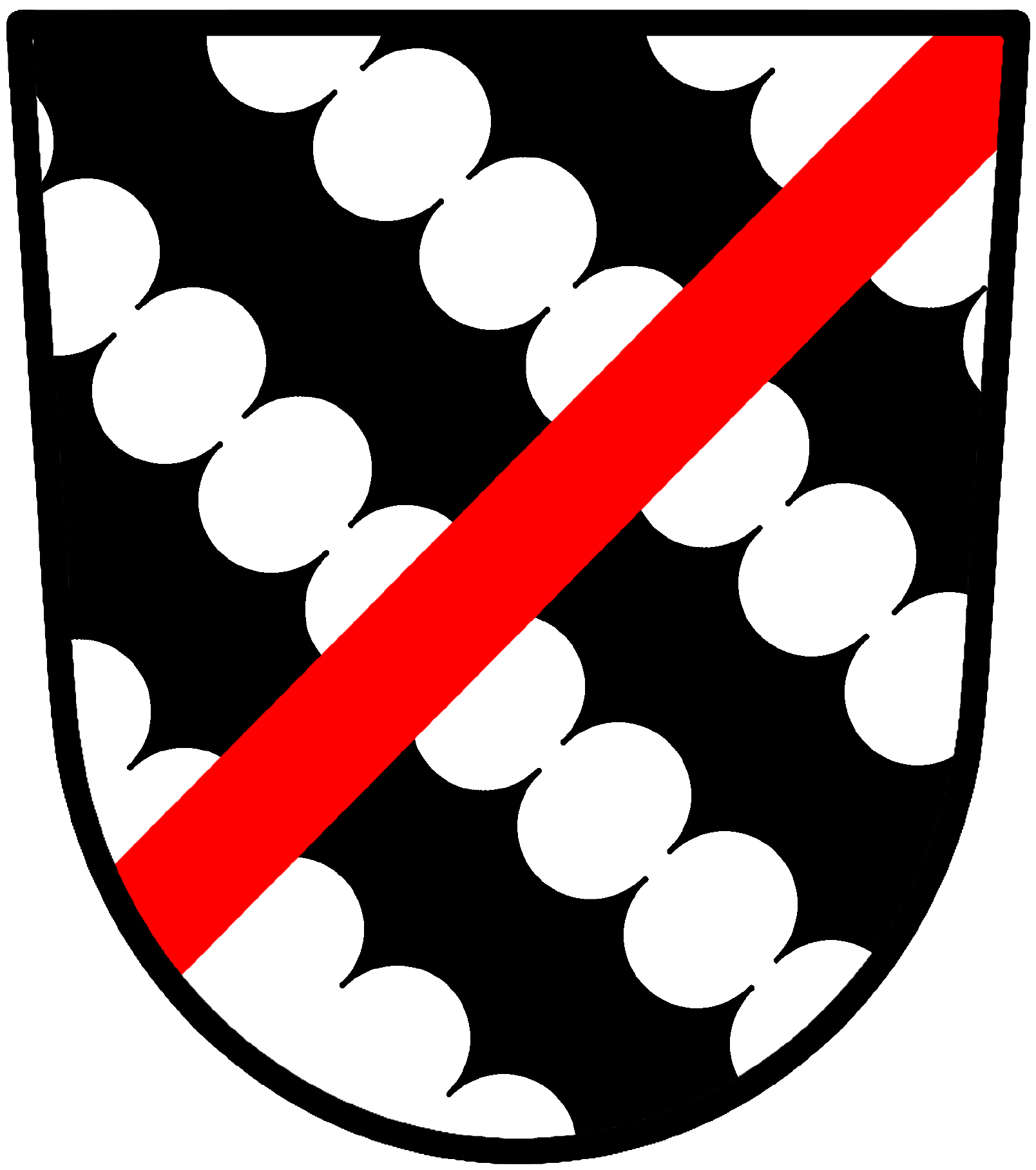
um scarpe—argento, três bandas serrilhadas sable, tudo sobre um scarpe gules—Blage, Inglaterra
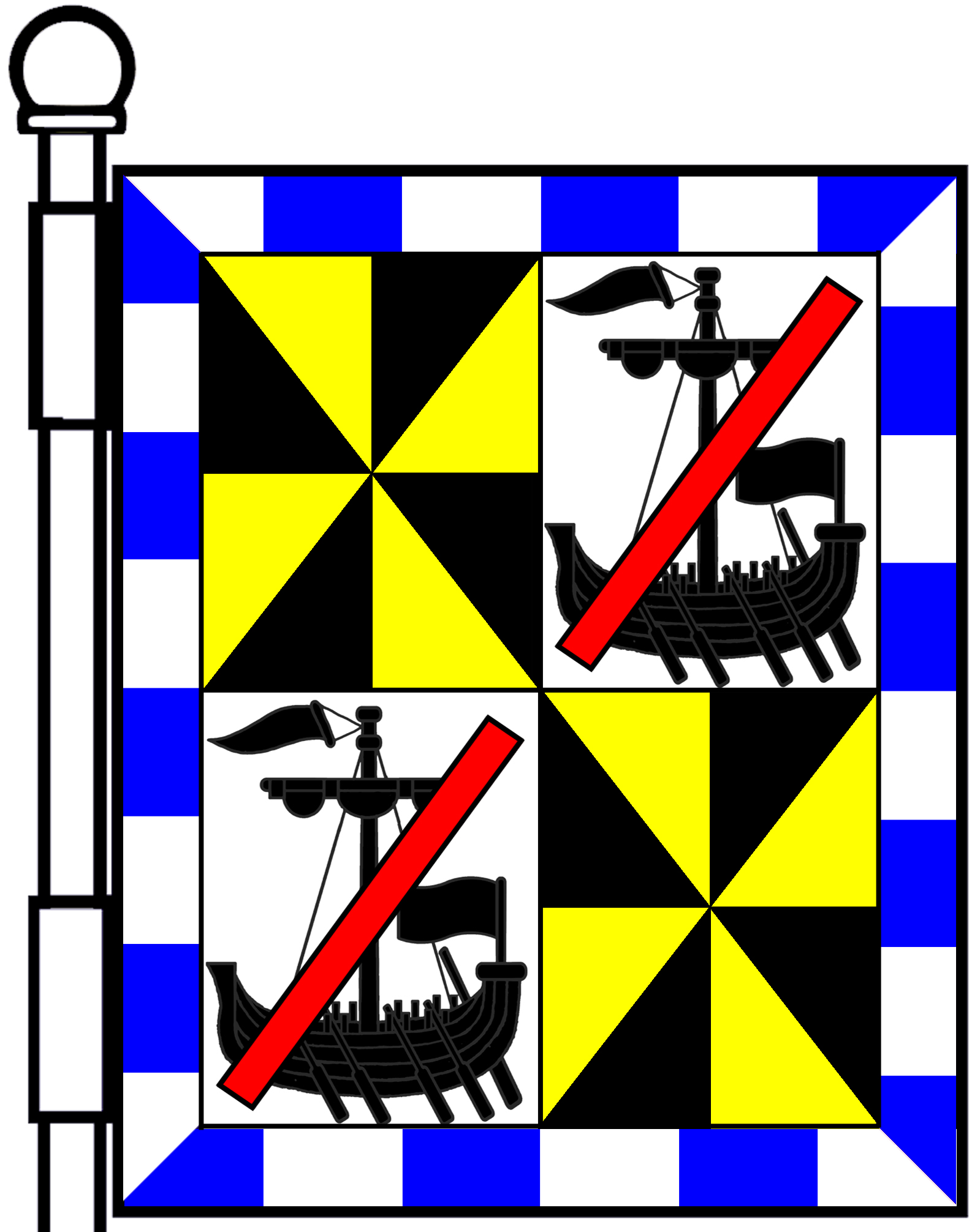
um bastão sinistro—argento, uma galeota sable, velas dobradas, bandeiras e pinnets voando e remos em ação, esmagado com um baton sinistro cortado gules—Campbell (segundo e terceiro quartéis, todos os quartéis dentro de uma bordadura composta de argento e azure; registrado em 1763)

### Chevron diminuto
- chevronel: metade da largura de um chevron.
- asna diminuta: metade da largura de um chevronel, mas apenas encontrado em pares com um chevron entre eles; a frase 'um chevron entre duas asnas diminutas' tem um alternativa, 'um chevron acompanhado de asnas diminutas'; em essência o mesmo como a cotica de um chevron; asna diminuta não é muito encontrado em brasonamentos modernos.

3 chevronéis—argento, três chevronéis gules—Cardeal Richelieu, França
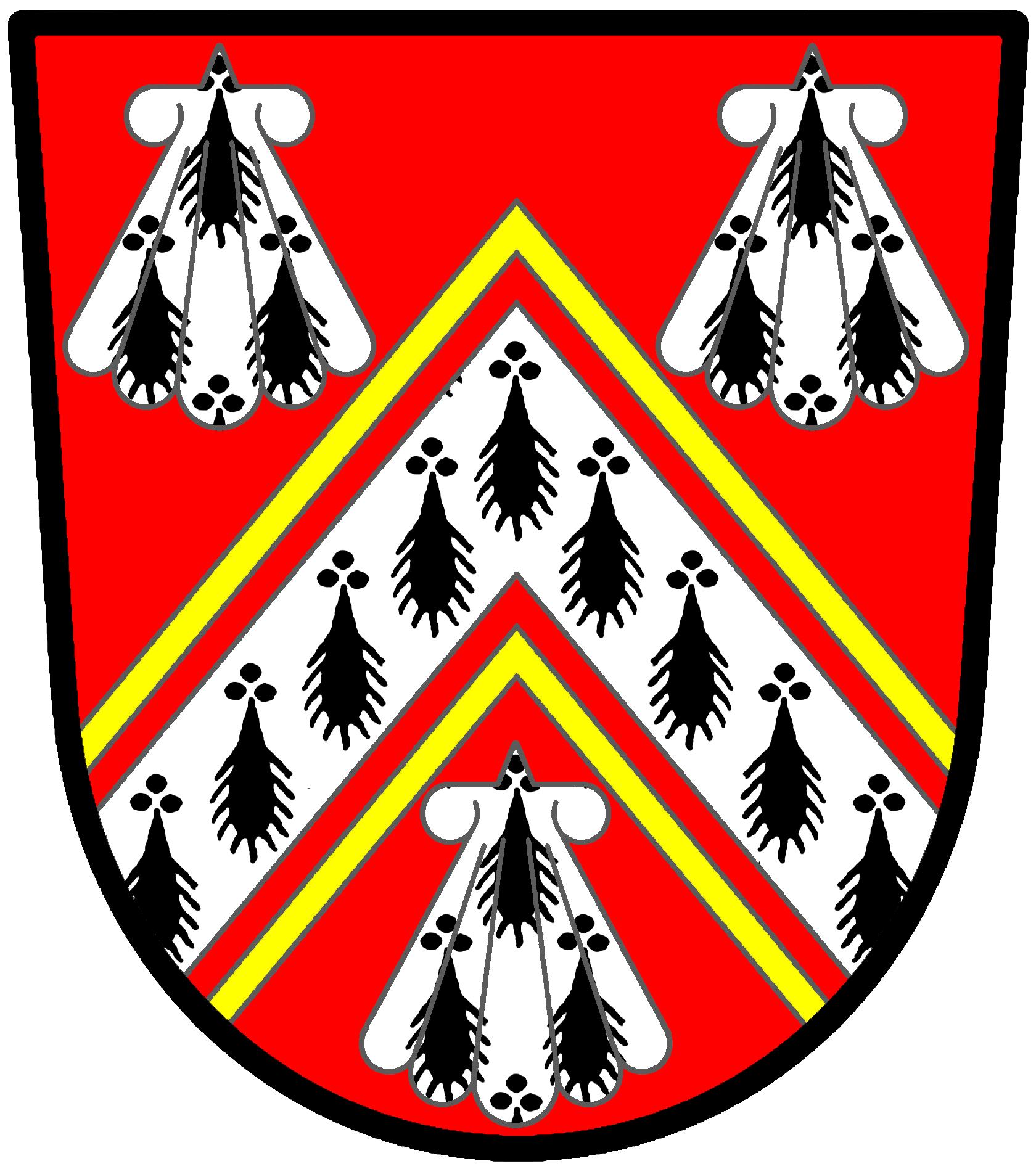
asnas diminutas—Gules; um chevron arminho, acompanhado de asnas diminutas [entre duas asnas diminutas] or, entre três conchas do segundo [arminho]—Browne, Inglaterra

### Chefe diminuto
- comble, "metade" de um chefe; raro em heráldicas anglófonas, mas aparece na heráldica cívica da França—lá sendo pelo menos um chefe carregado com um comble
- chefe realçado, novamente "metade" de um chefe, algumas vezes dito não ser um diminutivo, mas é indistinguível do comble que é.
- filete: dito, por aqueles que não acreditam no comble ou chefe realçado, ser o mais próximo que o chefe aproxima-se de ter um diminuto, que é efetivamente uma burela unida a um chefe na borda inferior—brasonado ou como 'um chefe suportado por um filete' ou como 'um chefe filetado' (ou coisas similares); ocasionalmente aparece em sua própria direita—ainda que ele é então muito menor que uma burela realçada.

um comble—argento; três merletas sable; em um comble azure uma cruz or; um franco-quartel [quartel] azure carregado com uma espada argento, empunhadura or—Nairne of Meikleour ( quartel 1/4 maior para Flahault)
um comble em um chefe—Gules, um barco or, velas postas arminho, em um mar na base vert, um chefe também arminho carregado com um comble gules carregado com três abelhas or—Nantes, Loire-Atlantique, França
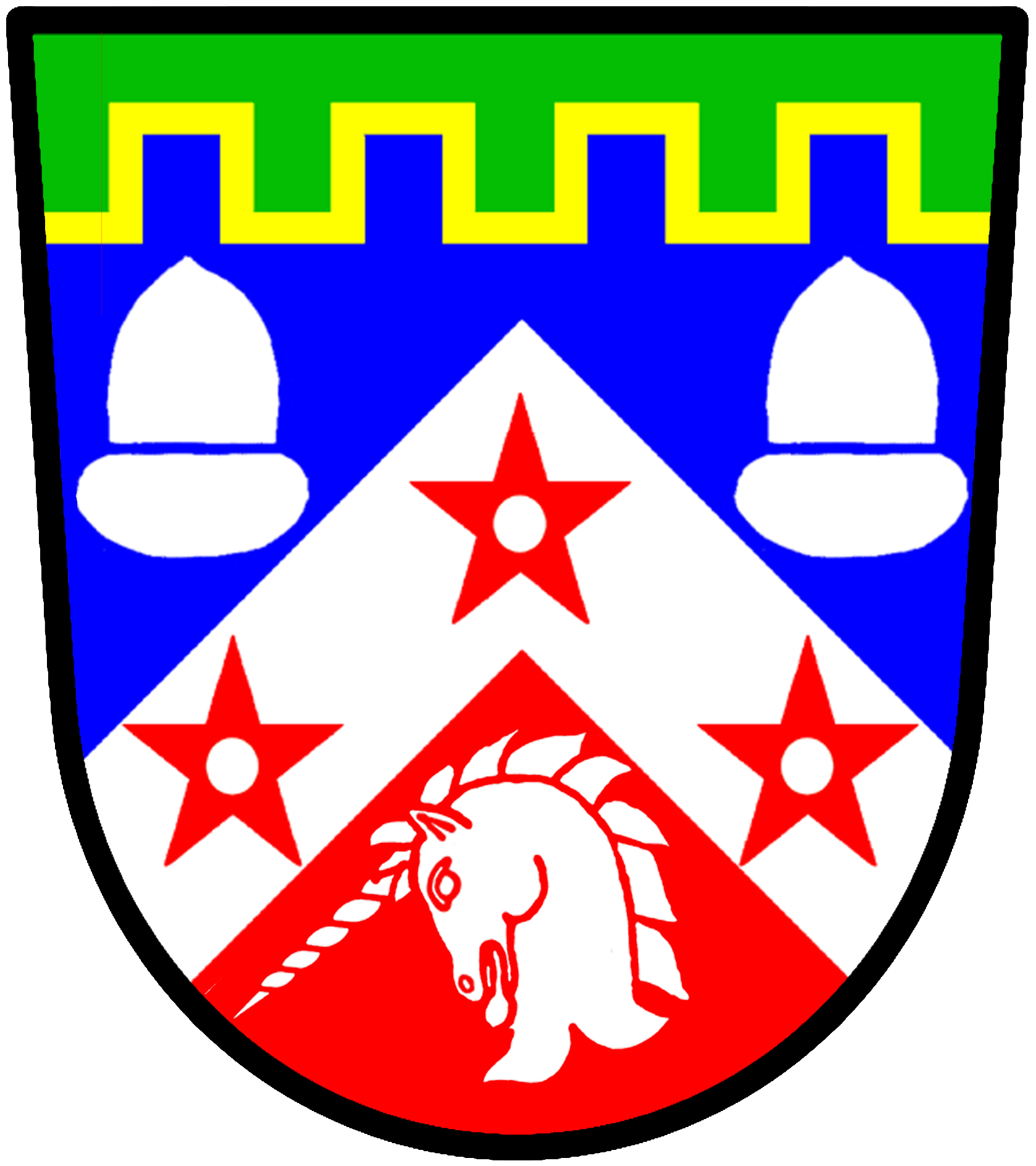
um chefe realçado—Por chevron Azure e Gules em um chevron entre um chefe duas bolotas e em uma base uma cabeça de unicórnio apagada, tudo argento, três mullets Gules perfurados em um chefe realçado e cortado em ameias Vert fimbriado Or. — Matthews, Escócia
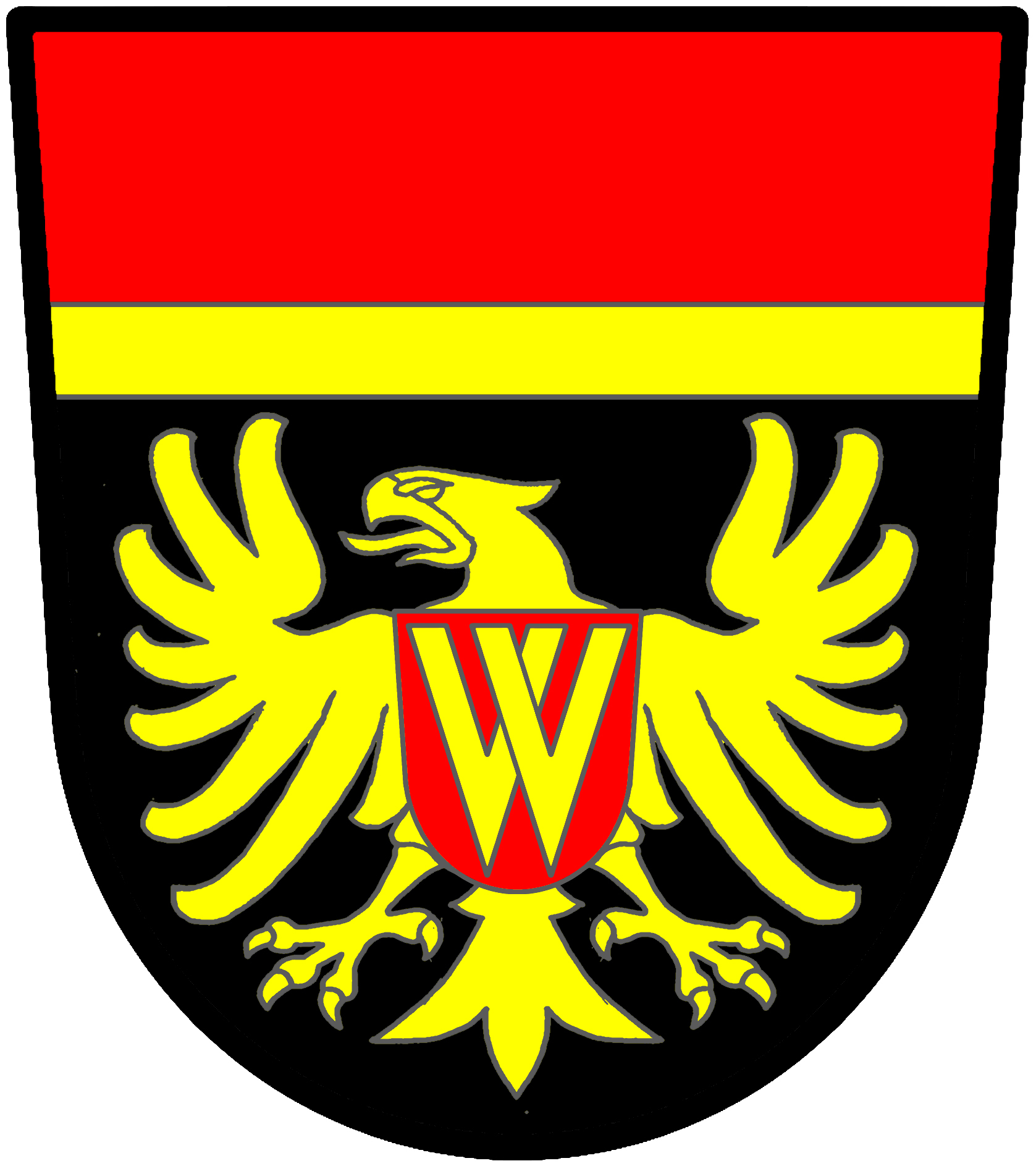
um filete e um chefe—Sable; uma águia mostrada or, carregada no peito com um escudete gules, sobre isso dois chevrons cortados entrelaçados invertidos or; um chefe gules filetado [suportado por um filete] or—Wing Riders da África do Sul

### Cruz diminuta
- cruz filete, um pouco menor que a metade da largura de uma cruz.

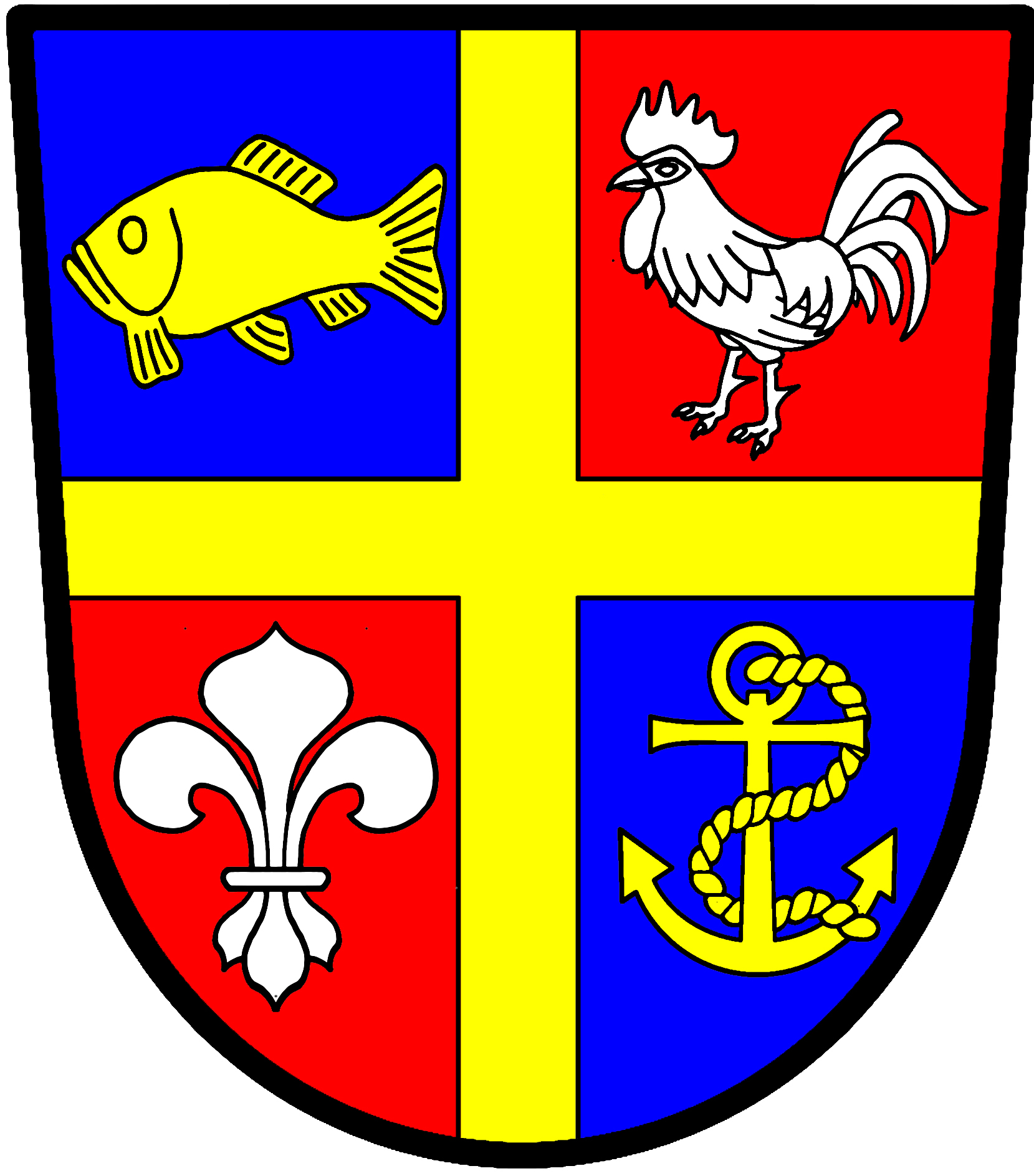
cruz filete—Quartel, azure e gules; 1. um peixe nadando horizontalmente or; 2. um galo argento; 3. uma flor-de-lis argento; 4, uma âncora suja or; tudo sobre uma cruz filete or—Município de Port Alfred, RSA

### Sautor diminuto
- sautor filete, algo menor que a metade da largura de um sautor
- sautorel, é algumas vezes dito ser menor um diminutivo do sautor, mas é melhor pensado de simplicidade como um sautor cortado, a palavra sendo algumas vezes usada quando há três ou mais (um pouco como lioncel e eaglet foi usada às vezes quando houvesse três ou mais leões ou águias em um brasão)—um armorial do século XIX usa 'sautoréis' apenas uma vez para cada dez ou onze 'sautores'.  Uma carga comum na heráldica holandesa.

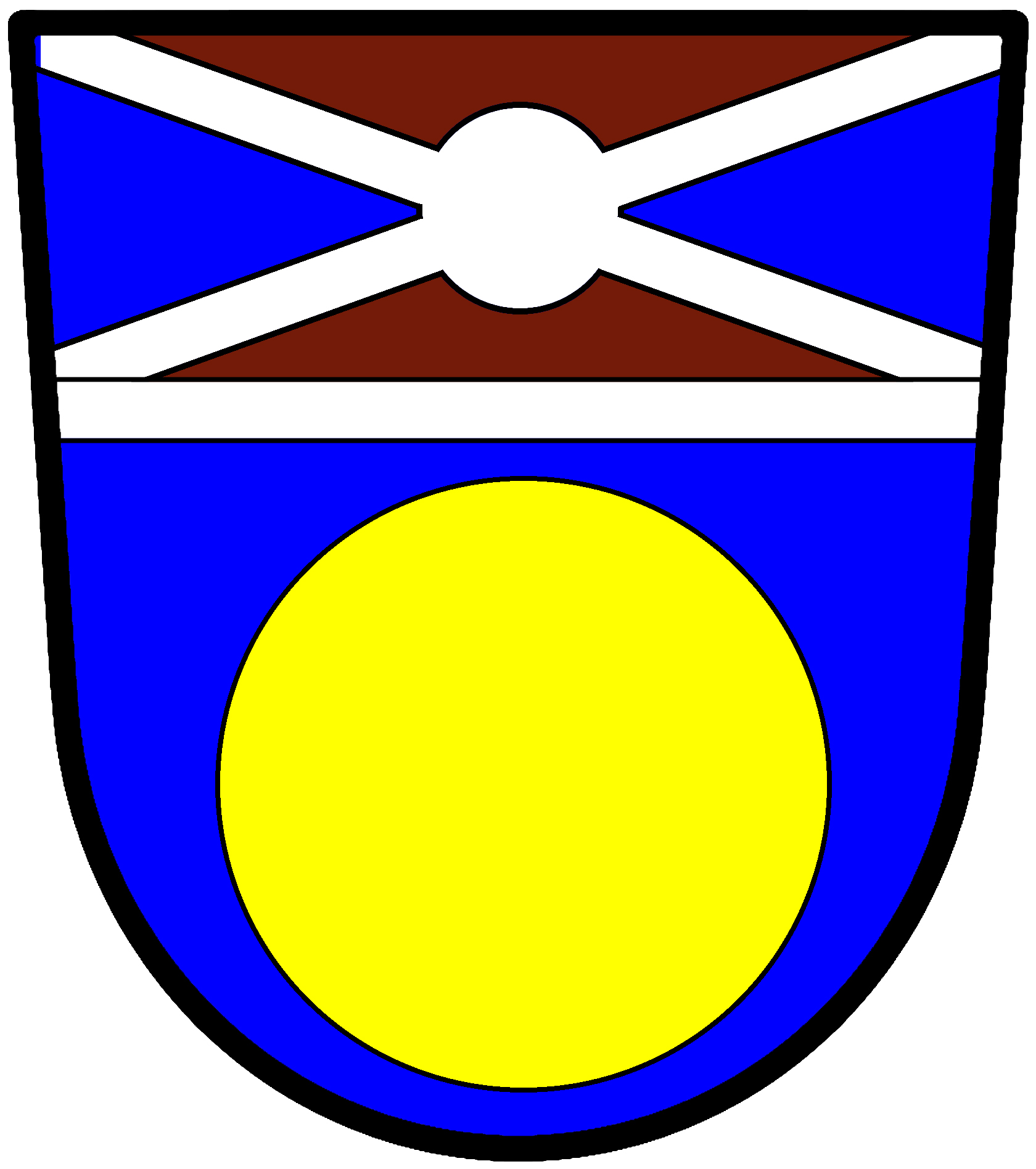
um sautor filete—Azure, um besante; um sautor no chefe, murrey e azure, filete argento, sobre a partição um sautor filete nowy, também argento—de Jong, RSA
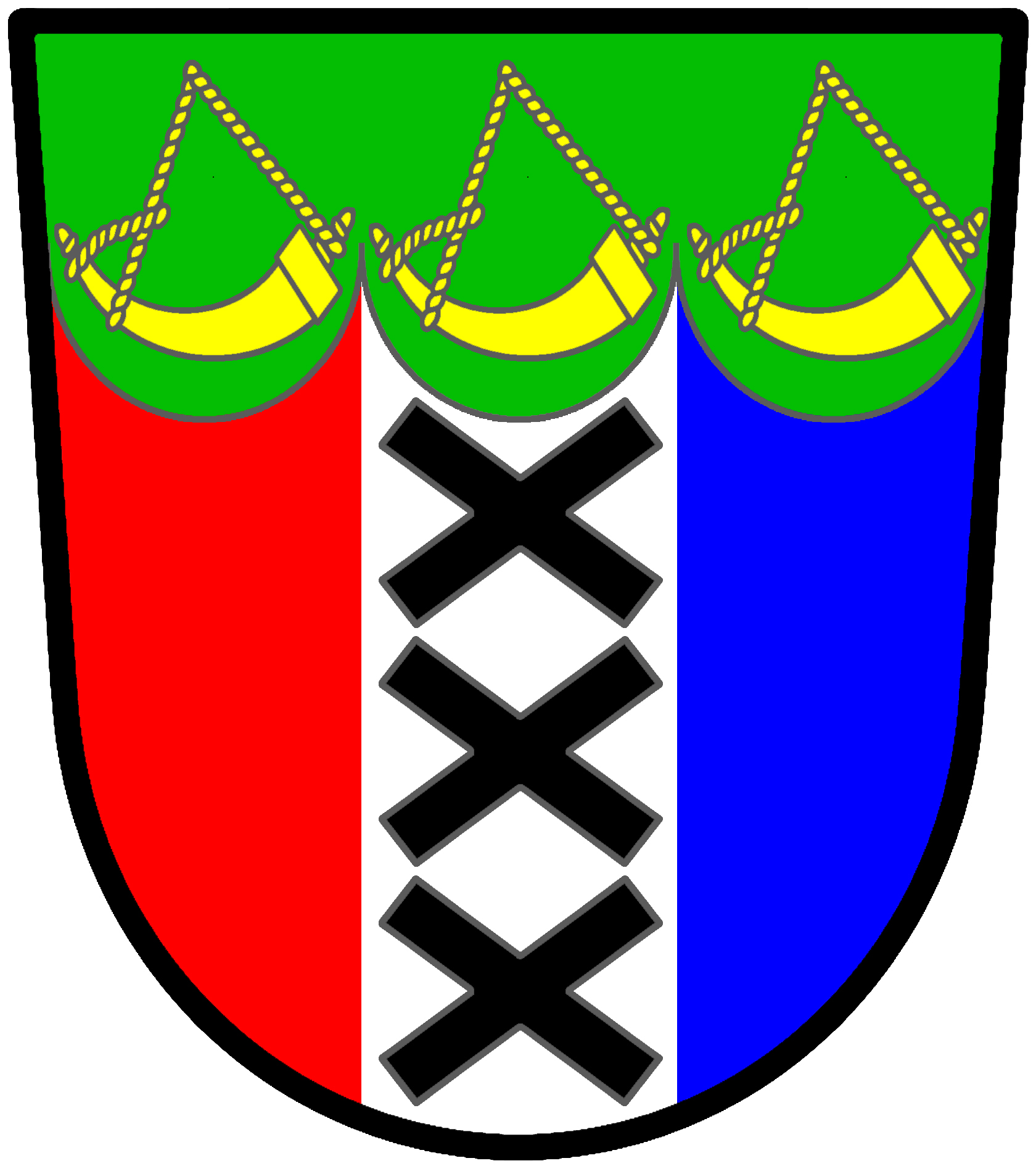
3 saltoréis—Tripartido por pala, gules,argento e azure, o argento carregado com três sautoréis em pala,sable; em um chefe invocado de três peças vert, três polvarins [amarrados] or—Oosthuysen, RSA

## Cotica

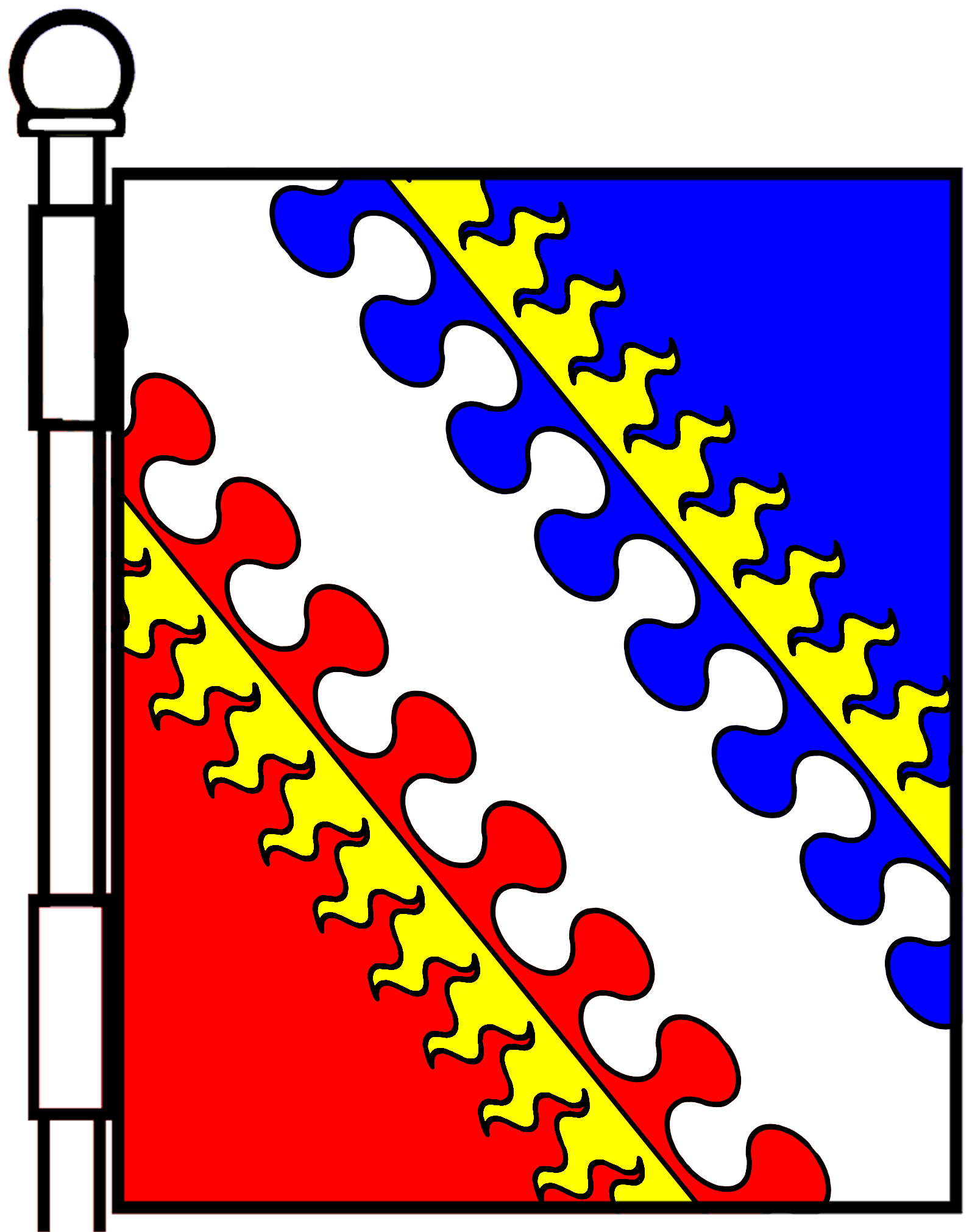
uma banda coticada—Por banda azure e gules, uma banda nebulosa argento coticada rayonny or—Munk, Canadá (bandeira)

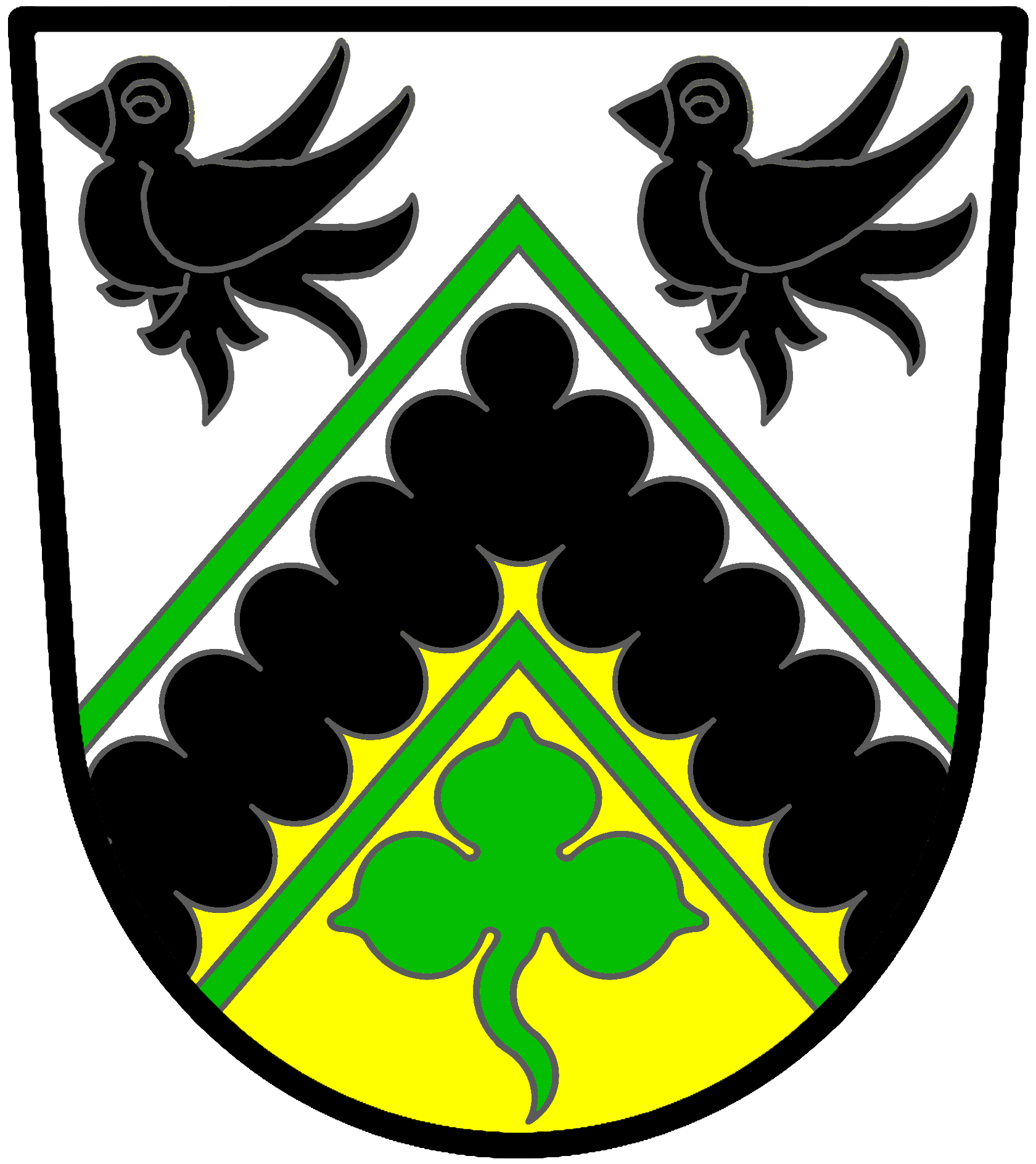
um chevron coticado—Por chevron argento e or, um chevron invocado sable, plano, coticado vert, entre duas merletas no chefe do terceiro [sable] e um trevo deslizado na base do quarto [vert]—Lawson, Inglaterra

Uma cotica surgiu como um diminutivo alternativo da banda, mais frequentemente encontrado em pares no outro lado de uma banda, com a banda sendo brasonada como ou entre duas coticas ou como coticada.
Hoje em dia, a cotica é usada não apenas para bandas, mas para praticamente todas as peças de primeira ordem (e ocasionalmente coleções de cargas), e consiste em colocar a peça de primeira ordem entre duas versões diminutivas dela mesma (e às vezes outras coisas). Uma pala dessa forma tratada é geralmente brasonada como verguetada e um chevron muito ocasionalmente acompanhado de asnas diminutas ou entre duas asnas diminutas.
As peças de primeira ordem e suas coticas não precisam ter o mesmo esmalte ou a mesma ornamentação de linha.
As peças de primeira ordem muito ocasionalmente vêm a ser coticadas por coisas de forma diferente de suas formas diminutivas—como metades de folhas de bordo.
Às vezes uma coleção de cargas alinhadas como se em uma peça de primeira ordem—em banda, etc.— é acompanhada por coticamento.

## Peças vazias, encimando outra, e fimbriação
Algum tipo de carga, muito frequentemente as peças de primeira e segunda ordem, podem ser "vazias"; sem descrição adicional, isso significa que um buraco na forma da carga revela o campo atrás dela. Ocasionalmente o buraco é de esmalte ou forma diferente (que deve então ser especificada), dessa forma a carga parece ser sobrecarregada com uma carga menor.

### Autoridade Heráldica Canadense
- pall—College of New Caledonia (Prince George, British Columbia): Azure on a pall Or five cross crosslets fitchée Gules in chief an open book argento binding and fore-edges Or.
- Blair Keith Churchill: Purpure a lion rampant within a double tressure erablé-counter-erablé Or.
- tressure—Odile Gravereaux Calder: Azure a rose argento seeded Or barbed Vert within a tressure flory inward argento.
- pallets—Niagara Herald Extraordinary, badge: On a compass rose of sixteen points Gules, a plate fimbriated Gules charged with three pallets wavy Azure.
- Municipality of Sainte-Apolline-de-Patton, Quebec: Azure on a bend between in chief a sun in splendour and in base a circular saw blade Or, a bendlet wavy Azure.
- voided—Town of Lacombe: Or a cross Gules voided throughout of the field between in the first quarter a Mountain Bluebird (Sialia currucoides) volant bendwise Azure, in the second an open book argento bound Azure, in the third a cross flory Azure voided of the field and charged with a cross couped Gules, and in the fourth two bendlets and two bendlets sinister interlaced Azure.
- City of Abbotsford: Vert a cross and saltire merged Or voided Azure and overall in centre point a bezant charged with a strawberry flower proper.
- cottise—Fr. Marc Edward Smith: Azure on a fess cottised Or an open book argento edged Or bound Azure clasped argento in chief a Loyalist civil coronet and in base a cross formy Or.
- cotised—Regional Municipality of Niagara: Vert on a fess argento coticed Or fracted per pale lowered dexter raised sinister twelve chevrons couched dexter Azure in dexter chief a representation of the Royal Crown Or.
- cotised—St George's Society of Toronto: argento a cross cotised by eight demi maple leaves Gules.
- cotised—Commemorative Distinction Gulf of St Lawrence (flag): Gules on a Canadian Pale wavy argento cotised to the interior Azure, a maple leaf composed of flames proper charged with a gridiron Azure.
- cotised—John Stewart Archibald LeForte: argento on a bend bretessed Azure cotised Sable between in chief and in base a Latin cross fleury Gules a key ward upwards between two fleurs-de-lys all bendwise Or — illustrating that both the tinctures and the lines of an ordinary and its cotises are independent of each other.

### Instituto de Heráldica do Exército dos Estados Unidos
- sinister canton—11th Field Artillery Regiment, USA: an example of a sinister canton, bearing the badge of the 'parent' regiment.
- fusils—US Army 72nd Signal Battalion: Per pale Sable and Gules, a fleur-de-lis throughout Or between in chief two fusils pilewise and in fess two mullets argento.
- bendlets sinister—7th Infantry Regiment, USA: Per fess argento and Azure, a fess embattled to chief Or masoned Sable between in chief a field gun Gules on a mount Vert and in base three bendlets sinister of the first.
- chief enhanced—244th Quartermaster Battalion: Buff, a wheel argento between dexter and sinister flanks Vert and Gules, on a chief enhanced Azure a chain of three links fesswise of the second. Here the flanks are straight rather than being their cousins the curved flaunches.
- chief with a fillet—U.S.Army 121st Support Battalion: Per bend Buff and Gules a bend Or, a cross and ball peen hammer saltirewise superimposed in base by a stylized mechanized track Sable; on a chief per fess dancetty of three Azure (light Blue) and of the third with the dexter and sinister peaks diminutive, a mullet on the dexter peak argento, on the lower part of chief a fillet of the fourth.

### Sociedade de Heráldica da Escócia
- Royal Burgh of Annan Community Council: Or; a saltire and chief gules, on the latter five barrulets wavy conjoined, alternately argento and azure.
- Kilsyth Community Council, Scotland: Quarterly, azure and gules: first, an open bible proper; second, two swords in saltire argento, hilts uppermost, or; third, two shuttles in saltire or, garnished with thread argento; fourth, a miner's lamp argento, enflamed proper; over all a fillet cross, nowy lozengy, argento.

### Real Sociedade de Heráldica do Canadá
- Suan-Seh Foo MD: argento semé bottony Sable a pall reversed Gules cotised Azure, over all a rod of Aesculapius surmounting a mahlstick and a paint brush in saltire Or.
- William Neil Fraser: Azure between three cinquefoils a chevron argento masoned Sable voided of the field and charged thereon with a trillium flower between two dogwood flowers proper.
- Michael Greenwood: Sable, a chevron Erminois cotised between three saltires couped and within a bordure Or.
- Comm. Daniel Leonard Norris: Azure a pall'  and pale merged wavy Or voided wavy of the field cotised wavy Or.

### Heráldica Cívica da Inglaterra e do País de Gales
- Newquay Town Council: Or on a Saltire Azure four Herrings respectant argento.
- Blaenavon Town Council: Quarterly wavy Sable and Or in the first and fourth quarters a Key wards upwards and to the dexter and in the second and third quarters a Lozenge all counterchanged.
- Harlow District Council: Vert between three Lozenges argento a Pair of Dividers Or enfiled by a Mural Crown also argento two Flaunches of the last each charged with a Mascle Gules.
- Barnard Castle Town Council: Gules in chief a Castle and in base a Cross formy the uppermost limb between a Crescent and an Estoile of seven rays all within an Orle argento.
- Hinckley and Bosworth Borough Council: Per pale indented argento and Gules on a Chief Or three Torteaux that in the centre charged with a Pierced Cinquefoil arminho the others each charged with a Mascle Or.
- Darlington Borough Council: Per pale Azure and Gules on a Chevron argento between in chief a representation of St. Cuthbert's Cross proper and a Shorthorn Bull's Head caboshed and in base a Garb Or enfiled by a Circlet of Steel proper a Chevronel wavy Azure on a Chief argento a representation of the Steam Engine "Locomotion" and a Tender proper.
- Former Hawarden Rural District Council, a rare example of a single bar.
- Former Gower Rural District Council: Barry wavy of eight argento and Azure on a Pile Azure a Lion rampant between three Cross Crosslets Or.
- Former Ashby de la Zouch Rural District Council: the crest includes a Banner paly of six Gold and Azure a Quarter arminho.
- Former Billingham Urban District Council, showing a canton filling one-ninth of the shield.
- Former Merton and Morden Urban District Council: Sable a Fret Or on a Chief of the last two Lions passant respectant of the field.
- Former Ampthill Rural District Council: Or a Stag's Head Gules between the attires an Escutcheon Azure charged with three Bars wavy of the first encircled by a Chaplet of Oak fructed proper on a Chief Sable a Lion passant guardant Gold.
- Former Blackwell Rural District Council: argento a Pickaxe surmounted by a Spade the hafts upwards in saltire proper within an Orle of Pellets on a Chief Sable three Stag's Heads caboshed of the Field.
- Former Beddington and Wallington Borough Council: argento a Fess embattled between three roses Gules each surmounted by a Rose argento barbed and seeded proper the Fess surmounted by an Escutcheon Azure charged with a representation of an Hannibal Aircraft volant argento and in base a rising Sun Or all within a Bordure compony Or and Azure.
- Former Chelsea Metropolitan Borough Council: Gules within a Cross voided Or a Crozier in pale of the last in the first quarter a winged Bull statant in the second a Lion rampant reguardant both argento in the third a Sword point downwards proper pomel and hilt Gold between two Boars' Heads couped at the neck of the third and in the fourth a Stag's Head caboshed of the second..

### Outros sítios
- Braemar Royal Highland Society, Scotland: Per fess enhanced wavy or and argento; in chief issuant out of a fillet wavy azure four demi lions combatant, two and two gules, and in base a Scots fir tree in pale, seeded, proper, growing out of a mound purpure, between on the dexter an eagle displayed azure, armed beaked and membered gules, on its breast an antique covered cup or and charged with a three point label also gules, and on the sinister an eagle displayed sable armed beaked and membered gules.
- Newton Technical High School, South Africa: Quarterly gules and sable; a lozenge or voided of a quatrefoil; at its centre a cog wheel argento; the whole within a bordure or.